# Époque moderne de l'Algérie
Cet article relate les faits saillants de l'histoire de l'époque moderne de l'Algérie. Cette époque couvre :
- la période ottomane (1515 à 1830) ;
- la colonisation française (1830 à 1962) ;
- la République algérienne (de l'indépendance en 1962 à nos jours).

## Période ottomane (1515 à 1830)

Progression de l’Empire ottoman

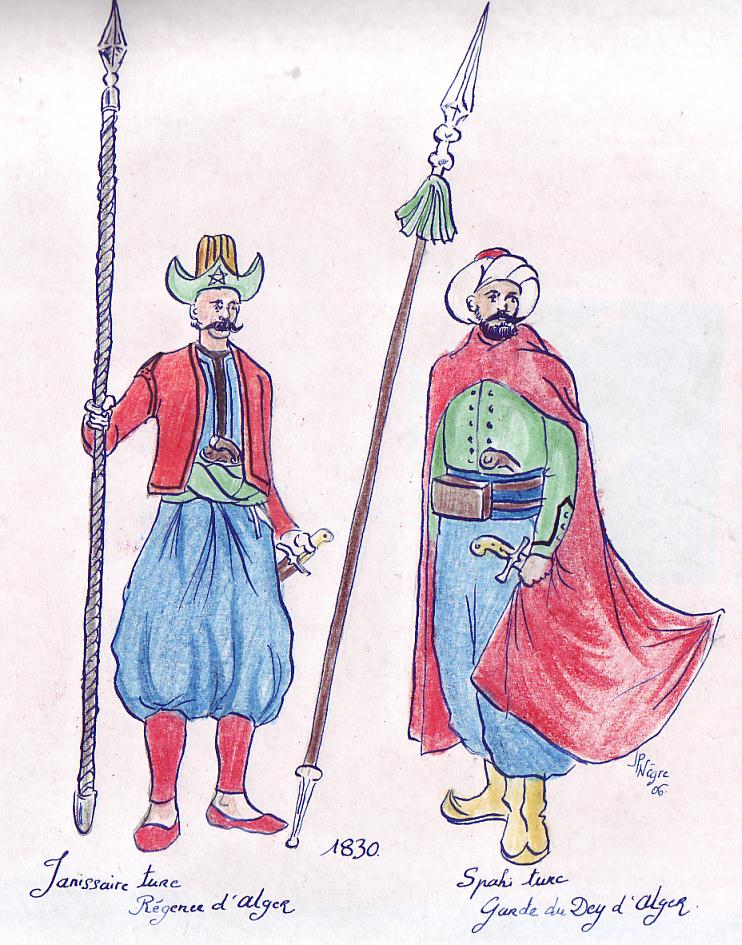
Soldats de la régence d'Alger

### Régence d'Alger (1515 à 1830)

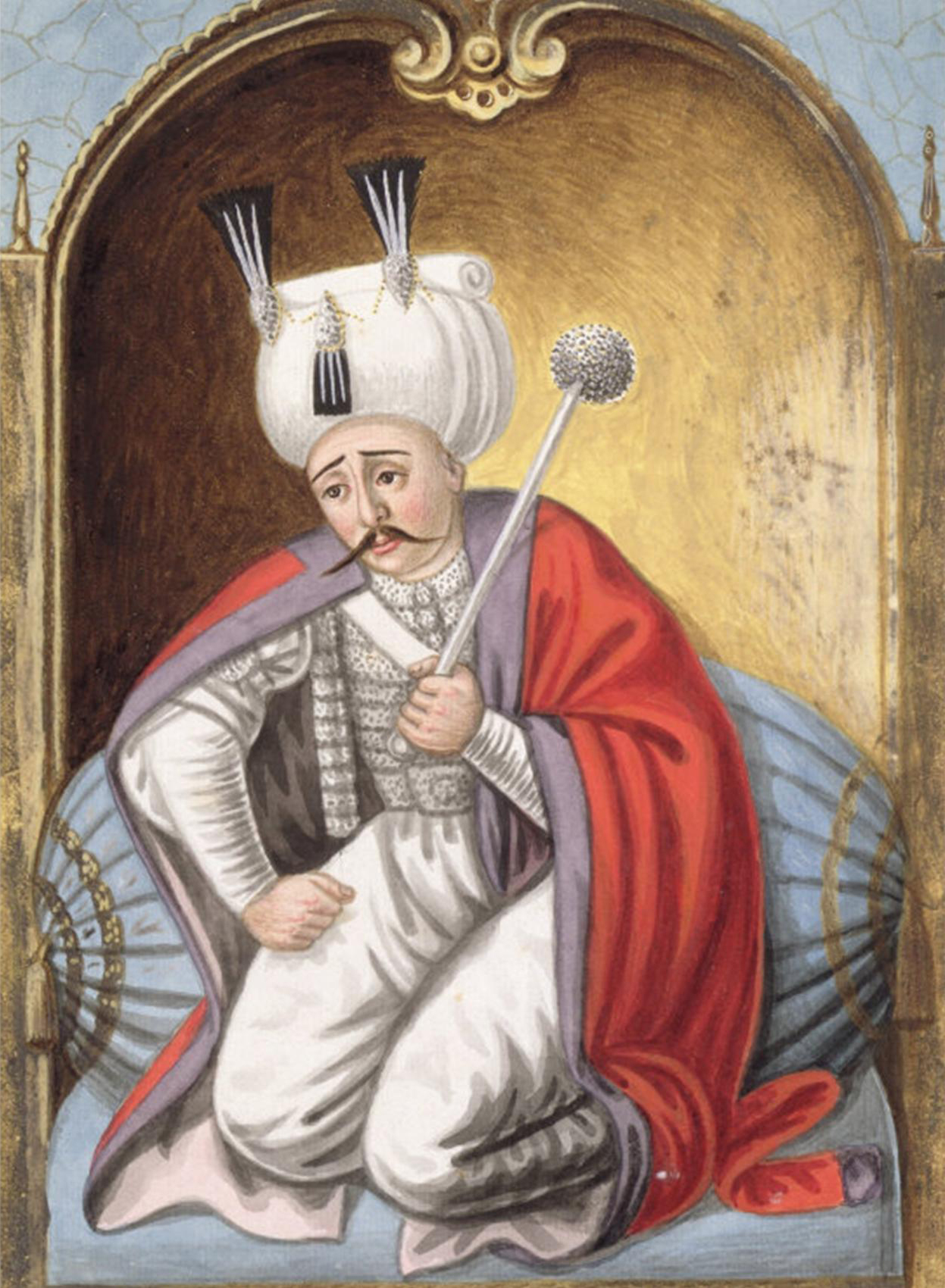
Selim le Terrible

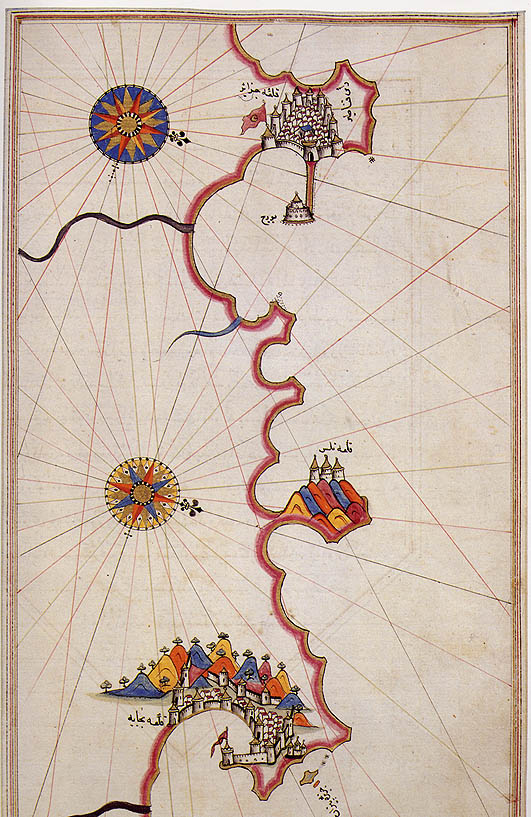
Carte maritime ottomane du XVIe siècle représentant la côte entre Alger et Béjaïa

Sélim Ier installe la Période de la Régence en 1515.
1re version

Drapeau de la Régence d'Alger

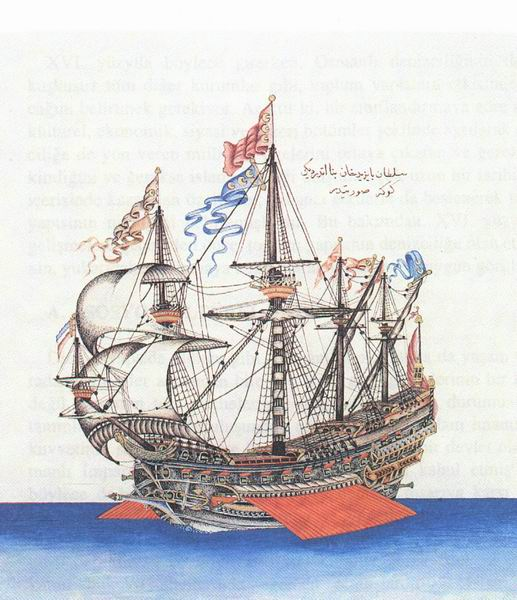
Gallion ottoman du XVIe siècle

Sélim Ier installe la période de la Régence en 1515.
À cette époque le territoire de l'actuelle Algérie était considérablement divisé. Au sud le sultanat de Touggourt était indépendant depuis 1414, tandis qu'au nord-ouest la région était gouvernée par les zianides, à l'exception de la ville d'Oran qu'était gouvernée par les Espagnols depuis 1509. La conquête ottomane de la région d'Alger commença en 1518, et fut successivement gouvernée, pour le compte de l'Empire ottoman, par des beylerbeys (gouverneurs généraux) de 1518 à 1587, des pachas de 1587 à 1659, des aghas de 1659 à 1671 et des deys de 1671 à 1830.
La région de Constantine, conquise en 1525, prit une relative autonomie administrative par rapport à Alger en 1567 et fut administrée par des beys jusqu'à la conquête française le 13 octobre 1837. Du côté d'Oran, la province fut annexée à l'empire ottoman de 1708 à 1732, puis à partir de 1792. Enfin, une confédération targuie, les Kel Ahaggar, fut formée dans le Sahara algérien vers 1750, tomba sous suzeraineté française en 1903 et fut éliminée par l'Algérie en 1977.
2e version
La conquête ottomane de la région d'Alger commença en 1518, et fut successivement gouvernée, pour le compte de l'Empire ottoman, par des beylerbeys (gouverneurs généraux) de 1518 à 1587, des pachas de 1587 à 1659, des aghas de 1659 à 1671 et des deys de 1671 à 1830.
En principe, l'autorité des ottomans s'étendait sur l'ensemble de la régence d'Alger, c'est-à-dire le nord de l'Algérie actuelle.
Mais en réalité celle-ci variait selon l'époque et les régions concernées. Ainsi des régions montagneuses comme la Kabylie ou les Aurès entraient à nombreuses reprises en révoltes contre l'Autorité ottomane.
À l'est de l'Algérie dans les Aurès, plusieurs tribus s'unissent et déclenchent des luttes contre les Ottomans comme par exemple durant la revolte du Cheïkh Sidi Yahia ben Solimanial Auresi. Cependant plusieurs luttes internes entre fractions Chaouis s'enflamment dans les zones montagneuses des Aurès. Les Beni Bouslimane, Ouled Daoud, Ouled Abdi, Ghouassir, Beni Oudjana et autres ainsi que plusieurs tribus empêcheront les Ottomans de pénétrer dans leurs territoires. Saleh Bey tenta sans y parvenir de les soumettre en dirigeant contre eux une expédition. En somme, la grande union des Chabias se divise, cela provoque l'indépendance de plusieurs tribus à l'égard des Ottomans entre XVIIe siècle et XVIIIe siècle.
Le royaume de Koukou  a duré pendant deux siècles. Il a été fondé au XVIe siècle par Ahmed Belkadi, un des chefs kabyles qui a participé à chasser les Espagnols de Béjaïa avec l'aide des Turcs en mer. Sa capitale est Ait Ghabri. En 1520, Khayr ad-Din Barberousse décide de mener une expédition contre Ahmed Belkadi. La bataille aura lieu dans la plaine des Issers. La victoire des Kabyles sera sans équivoque et c’est avec beaucoup de chance que Khayr ad-Din Barberousse aura la vie sauve en ayant pris la fuite au bon moment. Victorieux, Ahmed Belkadi s’empare d’Alger et régnera sans difficulté jusqu’en 1527, date à laquelle Khayr ad-Din Barberousse le défait et rétablit son autorité à Alger avec l'aide Abd-el-Aziz, chef kabyle des Beni Abbas et rival de Belkadi
En 1823 les Beni Abbas de Basse Kabylie entrèrent en révolte contre l'autorité de la Régence et coupèrent les voies de communications entre Alger et Constantine.
Ce n'est qu'après plusieurs mois de combats que l'agha Yahia put négocier la soumission des tribus révoltées

### Époque des Beylerbeys: (1515 à 1587)

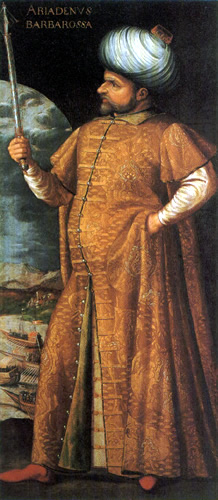
Khayr ad-Din Barberousse, bey d'Algérie au XVIe siècle

Cette période est surtout marquée par la lutte de Charles Quint contre Soliman et son vassal Barberousse. Charles Quint  réussit à prendre Tunis mais échoua à Alger à plusieurs reprises, dont l'attaque d'Alger en 1541. Pendant cette période, les trois règnes de Hassan Pacha ou « Hassan Barberousse », fils du fondateur de la régence, furent marqués par des interventions armées au Maroc et des tentatives de reprises d'Oran, avec comme épisode célèbre, la victoire sur le comte d'Alcaudete devant Mostaganem ainsi que l'aide décisive de l'artillerie de l'État d'Alger aux Saadiens lors de la bataille de Oued El Makhazine. Quant à Euldj Ali (dit Ali el-Fartas, c'est-à-dire Ali le Teigneux), il reprit Tunis aux Espagnols en 1574, après avoir participé au siège de Malte en 1565 et avoir sauvé l'honneur de la flotte ottomane en 1571 à la bataille de Lépante, où il commandait l'aile gauche constituée autour de la flotte d'Alger ; en outre, dans son intérêt pour l'argent, autant que par ferveur religieuse, il fournit une aide humaine et matérielle aux Morisques d'Espagne, au moment de leur insurrection en Andalousie. Ces deux Beylerbeys finirent grands amiraux de la flotte ottomane.

### Époque des Deys: (1671 à 1830)

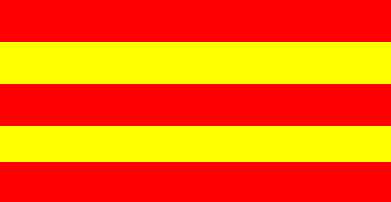
Drapeau de la régence d'Alger,,

Vers 1600, la milice turque de janissaires qui résidait à Alger, et qui avait été jusque-là sous l'autorité d'un pacha envoyé de Constantinople, obtint du sultan la permission de se donner un dey, pour lui servir d'appui dans ses revendications contre les pachas gouverneurs.
C'est lors de cette période que se stabiliseront définitivement les frontières orientales et occidentales de la Régence, à la suite des célèbres victoires sur le sultan marocain Moulay Ismail de 1694, où le Dey Chaâbane repoussa l'invasion marocaine de l'Ouest algérien et poursuivit le Chérif jusqu'aux portes de Fès; l'armistice fut signé à la demande du sultan qui les mains liées, baisa trois fois le sol devant le Dey Chaâbane et lui dit agenouillé « tu es le couteau et moi je suis la chair que tu peux couper. » En 1702, le bey de Tunis et le sultan marocain s'entendirent pour envahir simultanément la Régence; le bey de Tunis fut d'abord vaincu puis le chérif marocain mis en déroute dans l'ouest algérien par le Dey Hadj Mustapha qui se fit le trophée du cheval de Moulay Ismail richement harnaché; celui-ci fut par la suite offert au roi de France Louis XIV, par l'ambassadeur d'Alger
Le pouvoir de ces chefs s'accrut rapidement ; enfin Baba Ali, élu en 1710, déposa le pacha et obtint du sultan Ahmet III l'investiture de la régence. Comme leur pouvoir était électif, les deys restèrent toujours à la merci des janissaires, qui les élevaient ou les déposaient à leur gré : on en vit six installés et assassinés le même jour (1732). Baba-Mohammed eut seul le privilège de régner 25 ans (1760-1791). Le dernier dey d'Alger, Hussein, régnait depuis 12 ans au moment de la conquête française, en 1830.
Pendant ce temps, les puissances occidentales cherchent toutes les moyens de se débarrasser de la prédation maritime et des réductions en esclavages de leurs ressortissants, problème toujours d'actualité au début du XIXe siècle. Les expéditions contre Alger se succèdent : expédition américaine de 1815, expédition britanno-hollandaise de lord Exmouth en 1816 ; ces opérations ponctuelles ont quelque effet (en particulier l'expédition anglaise permet de délivrer de nombreux esclaves), mais le corso reprend une fois les Occidentaux repartis. La conquête française de l'Algérie prend la suite de ces expéditions avec, en partie du moins, les mêmes motifs (faire cesser le corso), auxquels s'ajoute une volonté de conquête.

## Parties de l'Algérie non dominées par les Ottomans d'Alger de 1515 à 1830
Les Ottomans étaient incapables d'étendre leur autorité aux régions sahariennes.
Le Sahara était l'axe principal des échanges commerciaux entre l'Afrique noire et le nord
La relation entre les Saadiens et les Ottomans se dégrade, cela amène Ahmed al-Mansour à contrôler Gourara et Touat.
Ensuite, Mulay M'hammed prend le pays de la Gourara avec l'aide des tribus locales. Par la suite, il rattache Tlemcen, Laghouat et plusieurs villes de l'Ouest et du Sahara à son autorité. Et, il se déclare indépendant. Mais, par la suite Tlemcen et plusieurs villes furent rattachées à la régence d'Alger.
À l'arrivée du pouvoir des Alaouites, ces derniers abandonnent les régions du Sahara Gourara, Touat, etc. Alors les émirs locaux prennent en charge la gouvernance de leurs territoires. L'impôt était prélevé  par les Caïds envoyés par les Alaouites, et celui qui ne voulait pas payer était emmené comme esclave.
À Ouargla, les habitants étaient gouvernés par l'autorité des Zaouïas.
Les mouvements des Marabouts étaient fort implantés dans toutes les régions du sud et dans une partie des Aurès.
Au sud le sultanat de Touggourt prit son indépendance en 1414. À la constitution du Beylic de Constantine, Touggourt devient rapidement tributaire de celui-ci.
Les refus récurrents des Sultans de Touggourt de s'acquitter du tribu imposé par les turcs provoqua de nombreuses expéditions des autorités de la Régence à leur encontre (Salah Raïs en 1552, Salah-Bey 1788, Ahmed el Mamlouk en 1821).
Enfin dans l'extrême sud, une confédération targuie, les Kel Ahaggar, fut formée dans le Sahara algérien vers l'année 1750.

## Colonisation française (1830 à 1962)

### Conquête de l'Algérie: 1830 à 1871

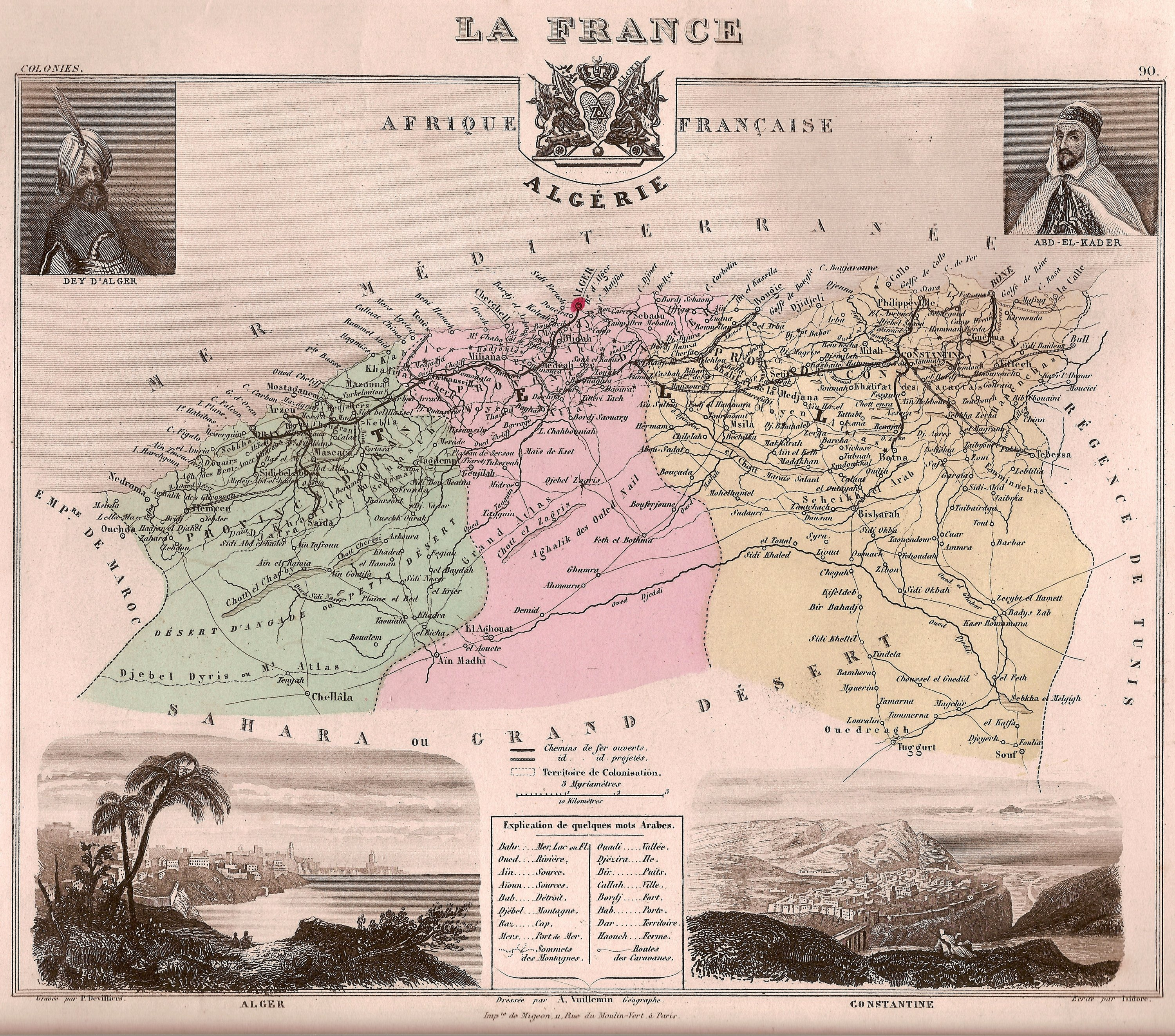
Carte de l'Algérie française

Cette période marque la fin de la domination ottomane et début de la domination française. D'abord nommés Possessions françaises dans le Nord de l'Afrique, que le général Soult appelle à tout hasard Algérie en 1839, ces territoires prendront officiellement le nom d'Algérie, le 14 octobre 1839.

La population algérienne est estimée entre 1 et 3 millions d'habitants avant la conquête française de 1830. 

« Le bilan de la guerre, presque ininterrompue entre 1830 et 1872, souligne son extrême violence ; il permet de prendre la mesure des massacres et des ravages commis par l'armée d'Afrique. En l'espace de quarante-deux ans, la population globale de l'Algérie est en effet passée de 3 millions d'habitants environ à 2.125.000 selon certaines estimations, soit une perte de 875.000 personnes, civiles pour l'essentiel [...] Le déclin démographique  de l'« élément arabe » était considéré comme bénéfique sur le plan social et politique, car il réduisait avantageusement le déséquilibre numérique entre les « indigènes » et les colons. »

 Quelles que soient les estimations, plusieurs observateurs s'accordent à dire que la conquête de l’Algérie a causé la disparition de presque un tiers de la population algérienne ou son augmentation grâce à la médecine occidentale amenée par les Français. Des méthodes singulières ont été utilisées, telles que les enfumades, les massacres de prisonniers et de civils, les razzias, les destructions de cultures et de villages - couramment employées par les militaires français. Un nombre très important de bâtiments ont été détruits, cela dans l'objectif d'effacer l'identité culturelle et cultuelle ainsi que dans le cadre d'« aménagements ». Dans un rapport adressé à Napoléon III, l’un des généraux français a résumé la détermination de l’administration française à combattre les institutions culturelles algériennes en disant : « Nous sommes tenus de créer des entraves aux écoles musulmanes...chaque fois que nous le pouvons...En d’autres termes, notre objectif doit être de détruire le peuple algérien matériellement et moralement ». On peut citer les 349 zaouïas détruites, ou les chefs-d'œuvre architecturaux représentés par la mosquée d'Agadir fondée par Idriss en 790 et détruite en 1845 qui fut l'une des premières mosquées au Maghreb et le Palais des souverains Zianides à Tlemcen.
Daniel Lefeuvre, dans son livre Pour en finir avec la repentance coloniale, conteste les chiffres des victimes de la conquête en avançant notamment que la différence de population entre 1830 et 1872, qui est d'environ 875 000 personnes, serait en partie due au fait que de 1861 à 1872 il y a eu plusieurs crises sanitaires : invasions de sauterelles en 1866 et 1868 et un hiver très rigoureux (1867-1868) occasionnant une grave famine suivie d'épidémies (de choléra notamment). Mais selon Olivier Le Cour Grandmaison, la colonisation de l'Algérie s'est bien traduite par l'extermination du tiers de la population, dont les causes sont multiples, massacres, déportations, famines ou encore épidémies, mais étroitement liées entre elles.
Guy de Maupassant écrivait dans Au soleil (1884), récit de ses pérégrinations en terre algérienne notamment, parlant de la population autochtone: « Il est certain aussi que la population primitive disparaîtra peu à peu; il est indubitable que cette disparition sera fort utile à l'Algérie, mais il est révoltant qu'elle ait lieu dans les conditions où elle s'accomplit ».

#### Sous Charles X
En entreprenant cette expédition, Charles X cherche à la fois à redorer son blason en escarmouchant contre le dey, et à débarrasser la Méditerranée des pirates barbaresques pour mettre fin au trafic d'esclaves chrétiens.

##### L'affaire de l'éventail

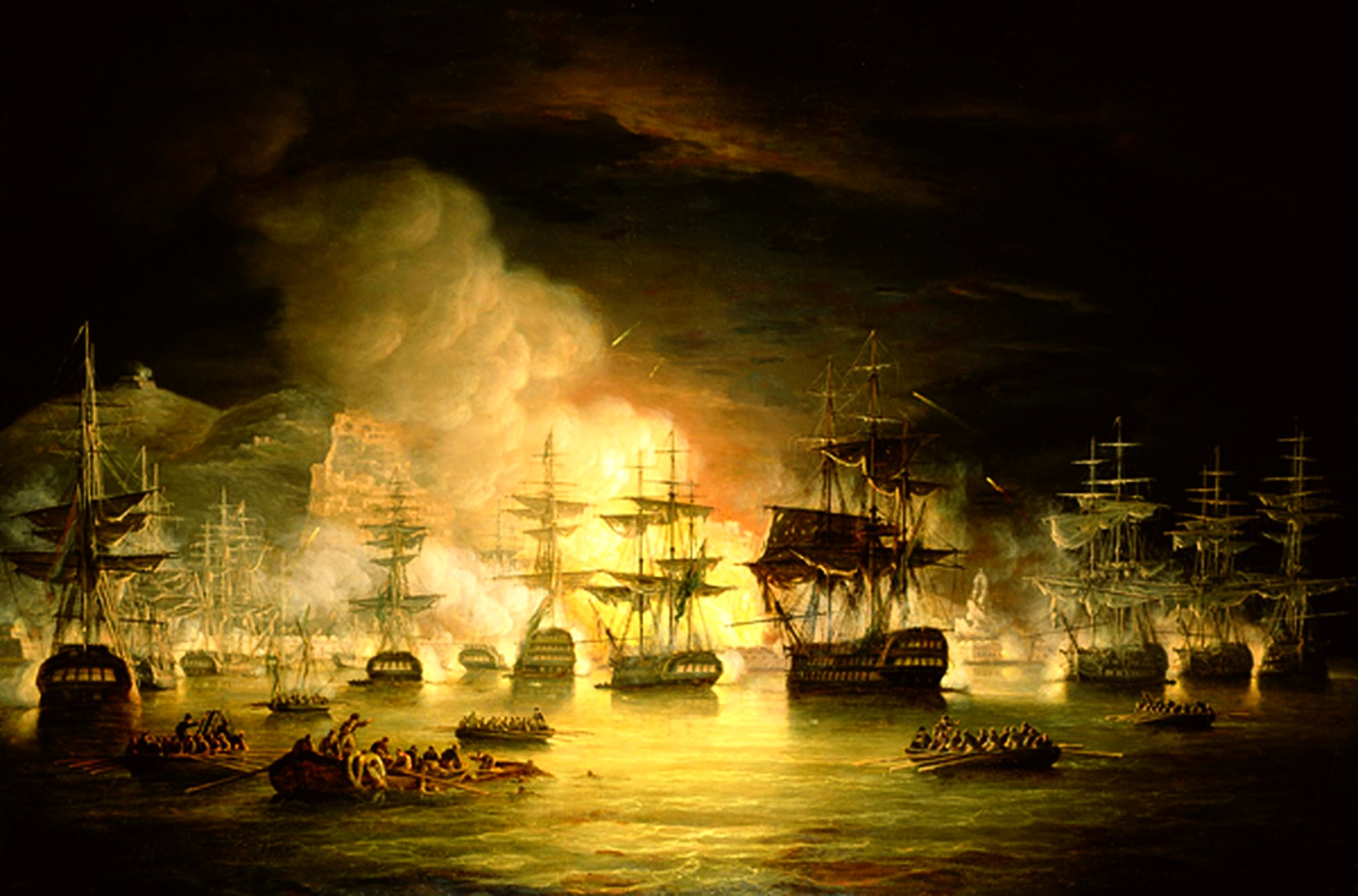
Bombardement d'Alger commandé par Lord Exmouth, août 1816

L'origine de la dernière querelle entre la France et la régence d'Alger remonte au Directoire. Des commerçants juifs de Livourne, installés à Alger au milieu du XVIIIe siècle, les Bacri et les Busnach ont alors livré d'importantes quantités de grains pour nourrir les soldats participant avec Bonaparte (futur Napoléon Ier) à la campagne d'Italie. Bonaparte refuse de régler la facture qu'il juge excessive. En 1820, Louis XVIII éponge la moitié des dettes du Directoire. Le dey, créancier des Bacri pour 250 000 francs, exige de la France le versement de la somme destinée aux commerçants livournais. Comme il pense que la France n'a pas l'intention de rembourser le prêt, il se trouve déjà en froid avec le consul. Mais une affaire bien plus grave met le dey hors de lui : la France avait la concession d'un entrepôt commercial à La Calle, et par l'intermédiaire de son représentant Deval elle s'était engagée à ne pas le fortifier. Or, elle a fortifié l'entrepôt ; lorsque le dey s'en rendit compte et qu'il demanda par écrit des explications au gouvernement français sans obtenir de réponse, il demanda des explications verbalement au consul de France qui choisit le parti de le prendre de haut. C'est alors que le dey s'emporta et eut un geste méprisant contre le consul de France au moyen de son chasse-mouche. Le 30 avril 1827, à Alger, le dey soufflette avec son éventail le consul de France, Deval. L'épisode entraîne la rupture diplomatique avec la France.
Le gouvernement de la Restauration décide alors d'envahir l'Algérie et de châtier le dey pour son « insolence ». Le consul et les résidents français s'embarquent pour la France. Le ministre de la Guerre, Clermont-Tonnerre, propose une expédition militaire. Le président du Conseil, Villèle, et le Dauphin s'y opposent. Un blocus d'Alger, peu efficace, est décidé : le tirant d'eau des bâtiments français les oblige à se tenir loin des côtes que peuvent serrer au plus près les pilotes barbaresques.
Le Conseil des ministres décide d'organiser une expédition en Algérie le 31 janvier 1830.

##### Conquête de 1830

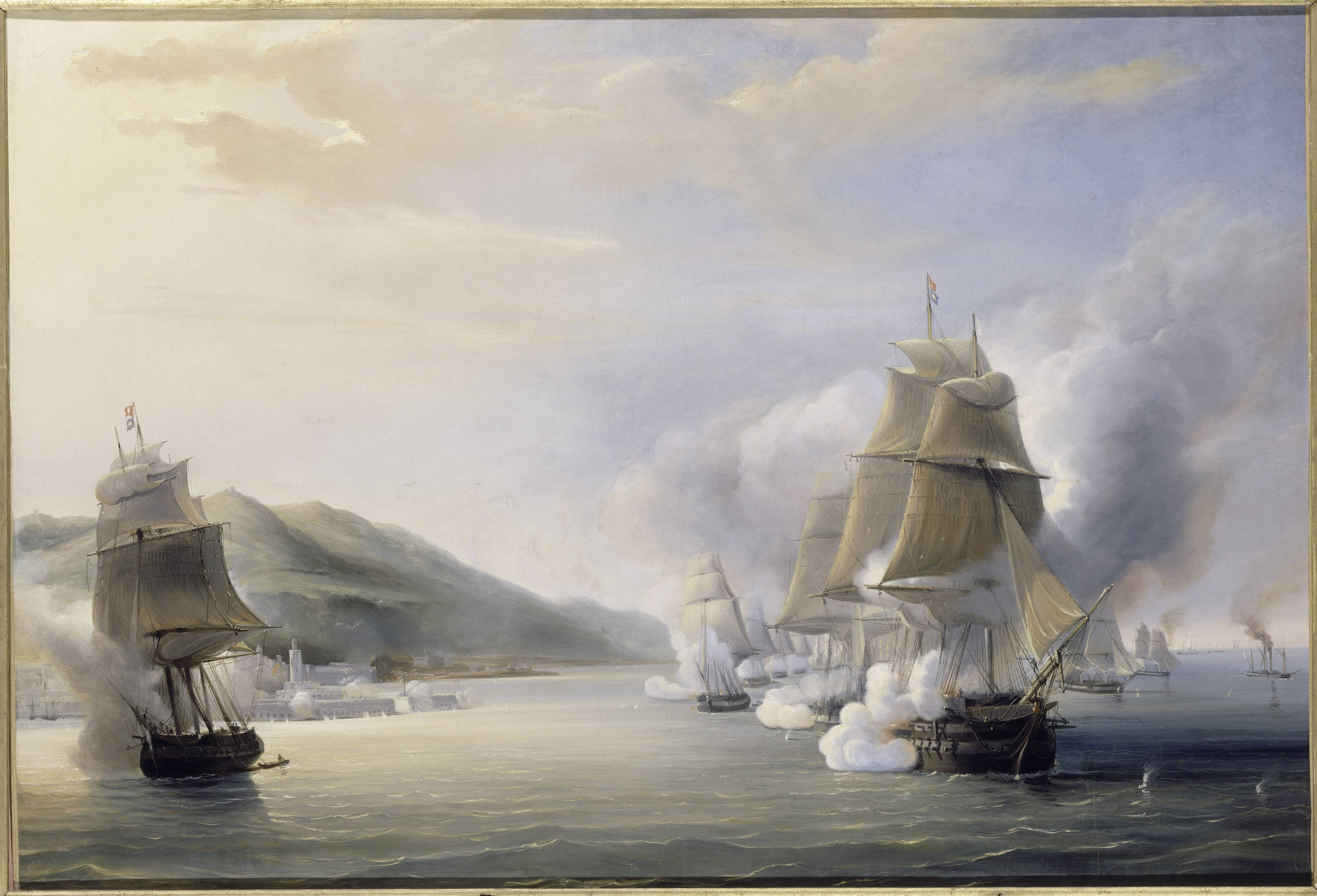
L'attaque de l'amiral Dupperé lors de la prise d'Alger en 1830

À Toulon l'amiral Duperré prend le commandement d'une armada de 103 navires de guerre et de 572 bateaux de commerce et se dirige vers Alger.
Le 14 juin au matin le maréchal de Bourmont débarque à Sidi Ferruch avec 37 500 hommes.
Le 19 juin, lors de la bataille de Staoueli, les troupes françaises prennent l'avantage sur l'armée ottomane.
Le 5 juillet, les Français occupent Alger et, le jour même, le dey Hussein signe l'acte de capitulation. Les articles 2 et 3 de cette convention autorisent Hussein de conserver ses biens personnels ainsi que son exil vers le lieu de son choix. Les caisses de l'État seront pillées. Il quitte définitivement le pays avec sa famille à bord d'un navire français à destination d'un port italien.
Le 11 juillet, 2 500 janissaires d'Alger sont expulsés pour l'Asie Mineure. Après 313 années, les Ottomans abandonnent la régence et donc l'administration du pays qu'ils ont gouverné depuis 1517.
En octobre, les premiers bataillons de zouaves sont mis sur pied. La France accapare toutes les terres des Beliks (colons turcs), et sont créées les premières unités de spahis.

#### Sous Louis-PhilippeIer(1830-1848)

##### Premières expéditions
Le 1er décembre, Louis-Philippe nomme le duc de Rovigo chef du haut-commandement en Algérie. Celui-ci réussit à s'emparer de Bône et met en œuvre activement la colonisation. La violence de ses actions choque tant qu'il est rappelé en 1833. Il meurt le 2 juin de la même année. (...)

##### Une conquête limitée
(...)
26 février : cessez-le-feu entre le général Desmichels et l'émir Abd El-Kader.
Mostafa ben Smaïl refuse de reconnaître l'autorité d'Abd El-Kader.
Ce dernier, avec l'aide de ses alliés français, est victorieux de Mostafa ben Smaïl le 13 juillet.
22 juillet : l'Algérie devient "Possession française d'Afrique du Nord"
La « convention du figuier » est signé, en juin 1835, entre la France et les tribus des Douaïr et des Zmela qui deviennent alors des « sujets français. »

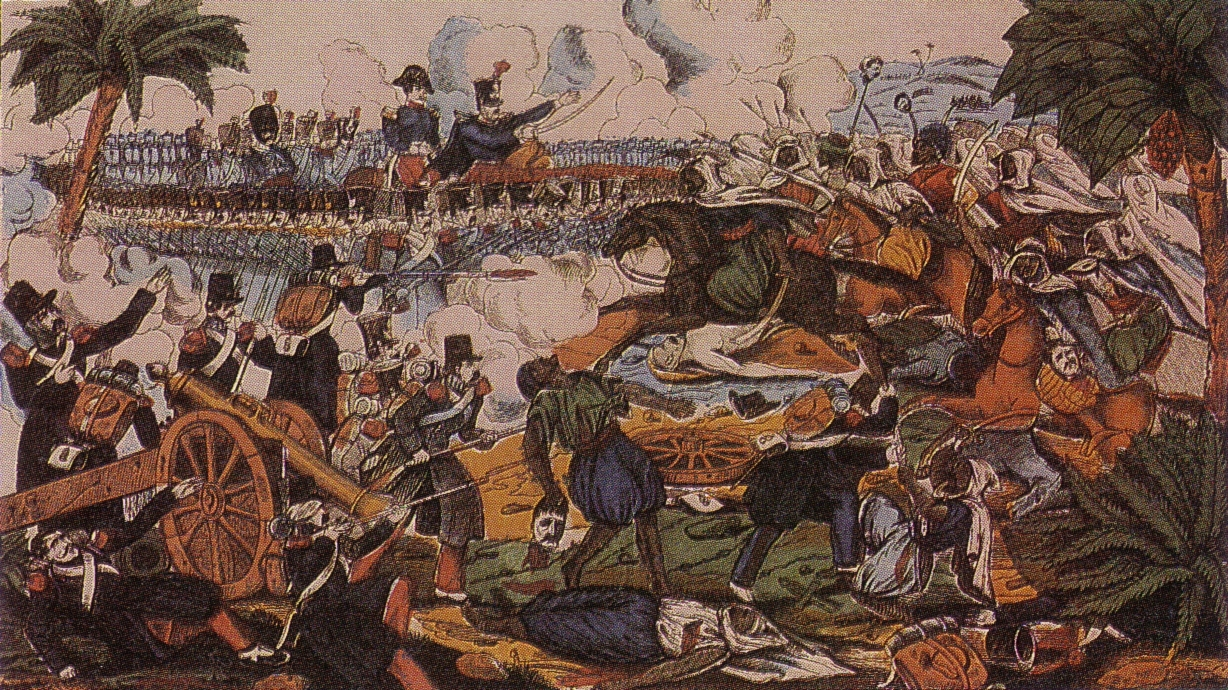
L'expédition sur Constantine

Abd El Kader attaque des tribus alliées de la France et bat le général Trézel dans les marais de la Makta près de son fief de Mascara. Il encercle Oran pendant 40 jours. Arrivé en renfort de métropole le général Bugeaud inflige une défaite à Abd El Kader.
(...)
En mars 1836, le maréchal Bertrand Clauzel conduit une expédition contre le bey de Médéa en compagnie du colonel Schauenburg et des cavaliers du 1er régiment de chasseurs d'Afrique.
En novembre 1836, le maréchal Bertrand Clauzel ordonne l'assaut sur Constantine qui tourne au désastre; les cavaliers berbères refluent en masse. Le commandant Nicolas Changarnier arrive cependant à protéger le retrait des troupes françaises. Constantine prolonge la résistance.

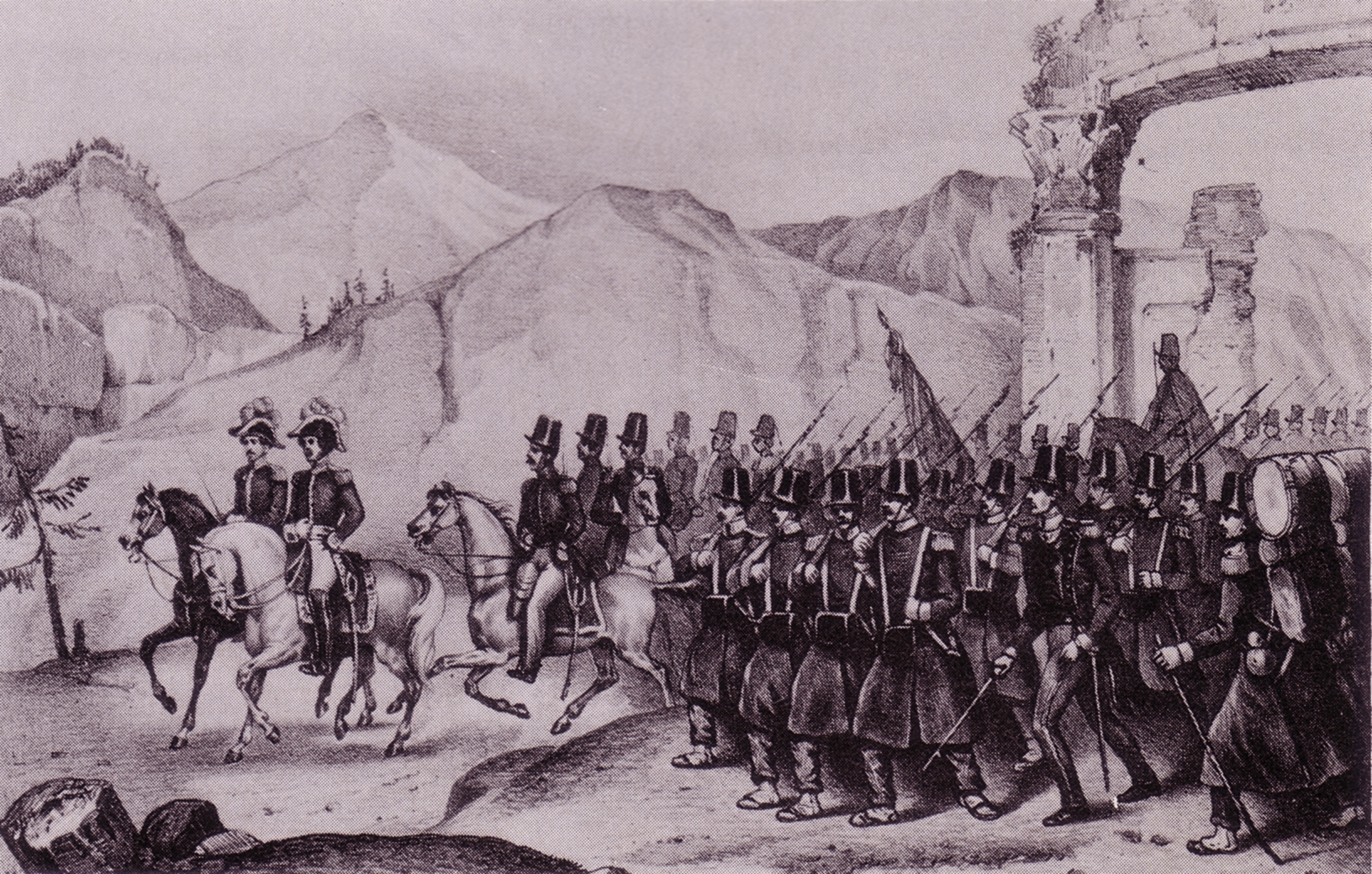
Passage des troupes françaises aux « Portes de fer »

Le traité de la Tafna est signé, le 30 mai 1837, entre le général Bugeaud et Abd el-Kader qui reconnaît la souveraineté de la France en échange de pouvoirs étendus sur les provinces de Koléa, Médéa et Tlemcen où il peut conserver 59 000 hommes en armes.
L'armée française passe, en septembre 1839, les « Portes de fer » dans la chaîne des Bibans, territoire que l'émir comptait annexer. Abd El-Kader, considérant qu'il s'agit d'une rupture du traité de Tafna, reprend, le 15 octobre 1839, la guerre contre la France.

##### Reddition d'Abd El-Kader
Le 22 février Bugeaud est le nouveau gouverneur général d'Algérie. Le 23 août 1841 le cheik el Kadiri, lors d'une réunion au Caire, publie une fatwa (décision conforme aux principes de la Sonna et du Coran) qui précise que les tribus sont autorisées à ne pas obéir à Abd el-Kader, et qu'il est insensé de faire la guerre aux chrétiens, du moment que ceux-ci laissent les musulmans exercer librement leur culte.
(...)
Le 16 mai 1843 le duc d'Aumale attaque la smala d'Abd El Kader faisant de nombreux prisonniers qui sont exilés.
Le 1er février 1844, la France crée les bureaux arabes dans le but d'établir un contact avec la population indigène.
(...)
Le 14 août 1844 le général Bugeaud écrase l'armée du sultan marocain à la bataille d'Isly. L'armée marocaine se replia en direction de Taza. Le sultan s'engage alors à interdire son territoire à Adb El-Kader en traitant avec la France.
Le 23 septembre les troupes d'Abd El Kader sortent victorieuses lors de la bataille de Sidi-Brahim engagée par le colonel

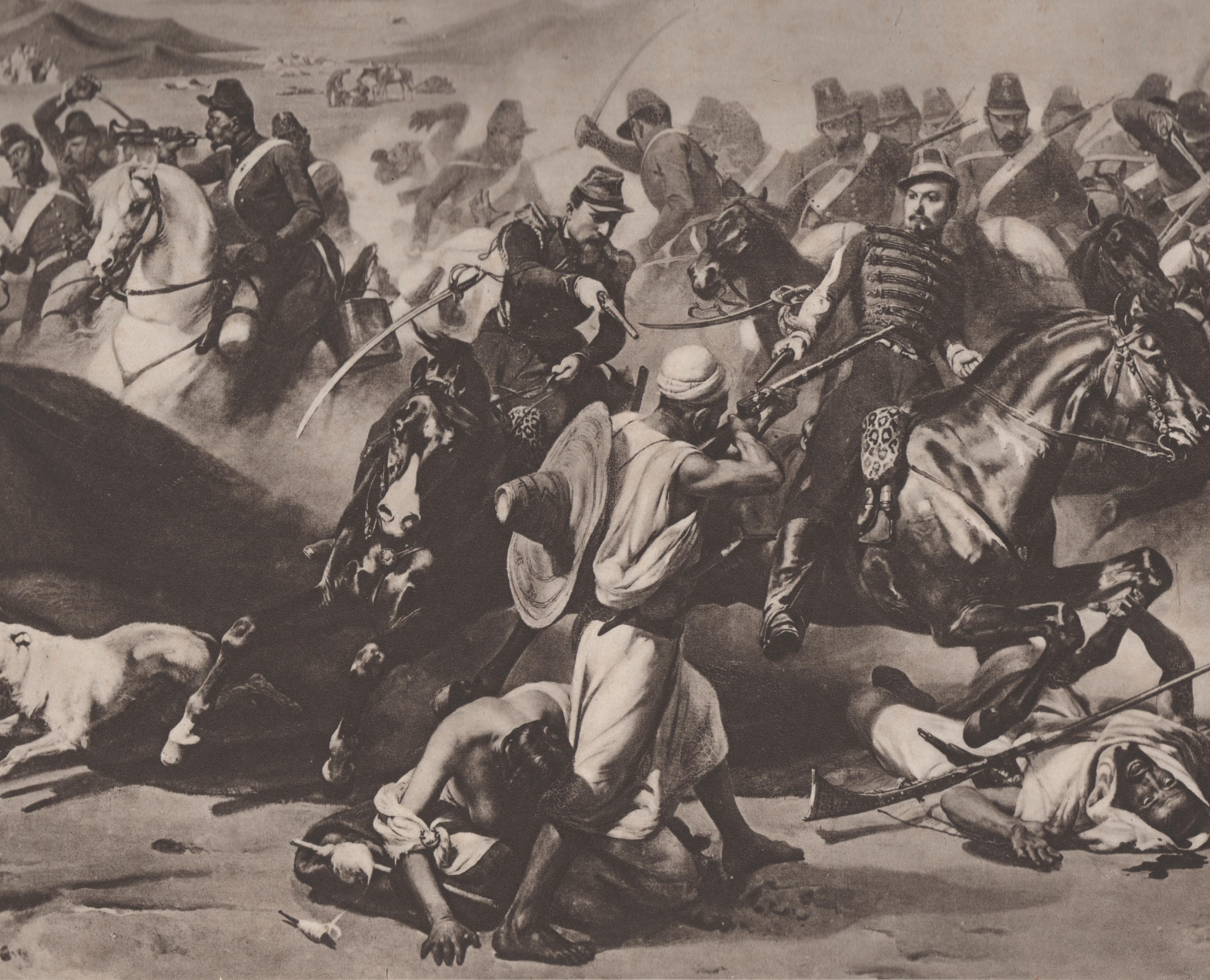
Attaque de la Smala

Montagnac. Les survivants français résistent trois jours dans le Marabout de Sidi Brahim. Cette bataille est la bataille de référence pour les chasseurs à pied.
(...)
En décembre 1847 Abd El Kader se rend aux spahis du colonel Yusuf. Placé en résidence surveillée pendant quatre ans en France, l'émir fut libéré par Napoléon III, visita plusieurs villes de la métropole avant de rejoindre Damas et résida le restant de sa vie en Syrie.
Le 11 décembre 1848 la Constitution de 1848 proclame l'Algérie partie intégrante du territoire français. Bône, Oran et d'Alger deviennent les préfectures de trois départements français (Alger, Oran et Constantine). Les musulmans et juifs d'Algérie deviennent « sujets français » sous le régime de l'indigénat.

##### Les dernières résistances

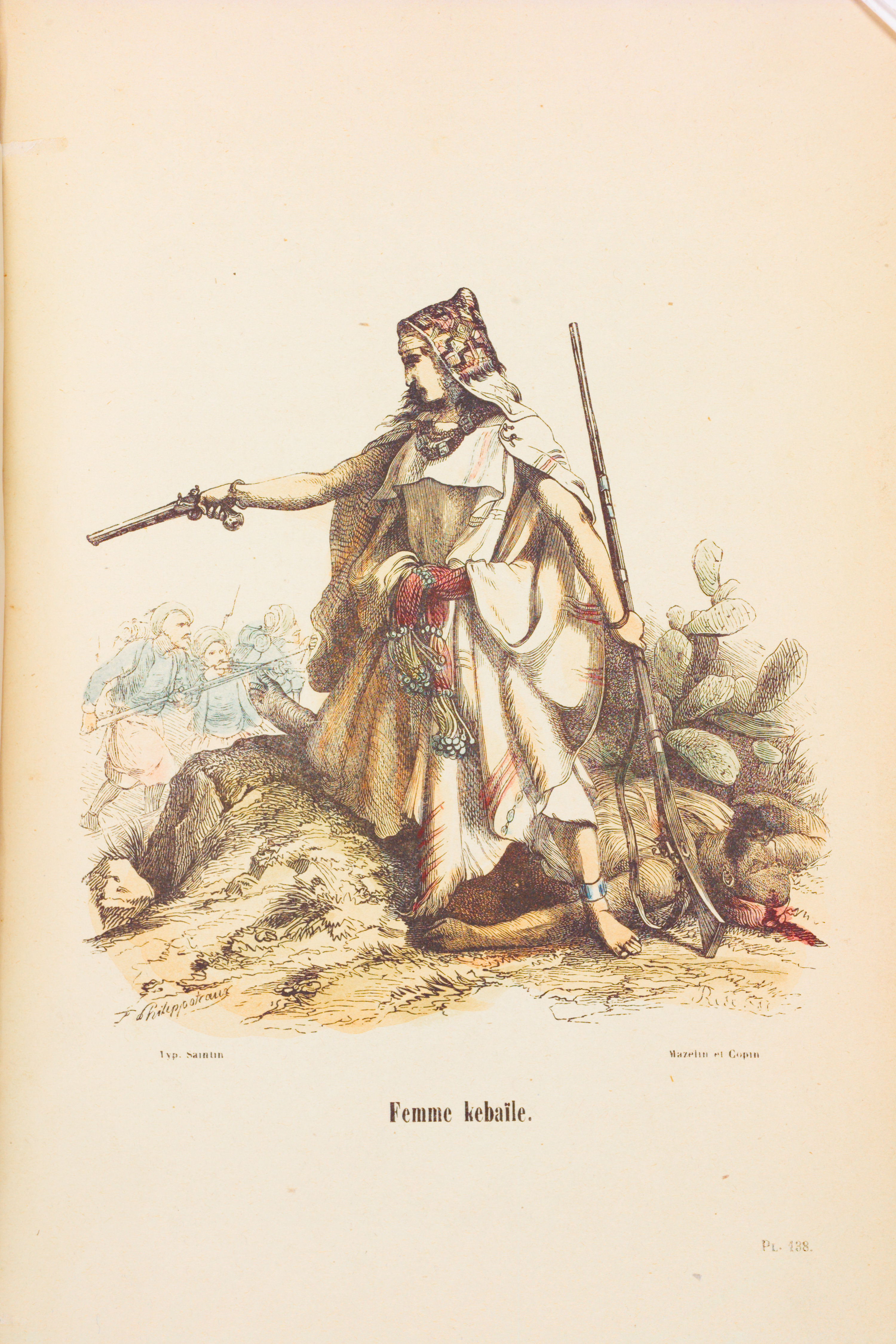
Lalla Fatma N'Soumer, figure de la résistance contre l'armée coloniale française

Le territoire algérien est donc officiellement annexé par la France, mais dans les faits, toute la région de Kabylie résiste encore. L'armée française d'Afrique contrôle alors tout le nord-ouest de l'Algérie. Les succès remportés par l'armée française sur la résistance d'Abd el-Kader, renforcent la confiance française, et permettent de décréter, après débats, la conquête de la Kabylie.
Entre 1849 et 1852, la domination française s'étend à la Petite Kabylie.
En juillet 1857, des tribus de Grande Kabylie se rendent, la capture de la maraboute Lalla Fatma N'Soumer ne met pas un terme néanmoins à la résistance. La Kabylie se soulève jusqu'au début des années 1870.
Dans le sud, la prise de Laghouat et de Touggourt, la soumission des Beni-M'zab du Mzab (1852) et celle du Souf, reculent les limites de l'Algérie jusqu'au grand désert.

#### Sous Napoléon III (1848-1870)
Napoléon III essaye de transformer la conquête en un «royaume arabe» associé à la France et dont il serait lui-même le souverain : les colons et les intérêts économiques de l'Algérie seront des opposants farouches de l'Empereur allant jusqu'à réclamer une consultation électorale.
Dans une lettre du 6 février 1863, l'Empereur au maréchal duc de Malakoff, publiée dans le Moniteur universel, par laquelle il était prescrit de rendre les tribus ou fractions de tribus propriétaires incommutables des territoires qu'elles occupent à demeure fixe, et dont elles ont la jouissance traditionnelle, à quelque titre que ce soit. l'Algérie étant déclarée par le souverain,  non une colonie proprement dite, mais un royaume arabe.. Napoléon III décide de visiter l'Algérie. Cette visite dure six semaines, il est reçu partout avec enthousiasme : Dans l'Algérie entière, les colons répétant cent fois par jour : « L'Empereur est venu, il a vu, nous sommes sauvés. » Les morts eux-mêmes, ceux qui ont succombé dans la lutte de l'homme civilisé contre une nature sauvage, contre les miasmes pestilentiels de marais ; les morts s'unissent aux vivants pour redire : « Sois le bienvenu, César, les morts te saluent. » C'est à la stupéfaction des colons qu'un sénatus-consulte, la propriété du sol qu'elles occupent a été dévolue aux tribus indigènes, et des commissions d'exécution
En 1865, 225 000 colons, français ou européens possèdent environ 700 000 hectares. Mais la colonisation […] se déclare satisfaite si […], on demande aux indigènes, soit par acquisition, soit par expropriation, un complément de 400 000 hectares.
Le 14 juillet 1865, un sénatus-consulte (une loi) permet aux musulmans d'acquérir la citoyenneté française en échappant à titre individuel au statut coranique au profit du droit civil français; mais cela reste théorique dans la mesure où la citoyenneté française était plus difficilement accordée à un autochtone algérien pourtant titulaire de la nationalité française qu'à un étranger.
Le 27 décembre 1866, un décret crée des conseils municipaux élus par quatre collèges séparés français, musulman, juif et étrangers européens ; les Français disposent des deux tiers des sièges ; dans les « communes de plein exercice », les maires ont des adjoints indigènes.
L'Algérie, sous occupation française, comme le reste de l'Afrique, s'est enrichie, son revenu passant de 2,2 milliards en 1870 à 6,4 en 1913.

#### L'Algérie française: la colonisation
La chute de Napoléon III en 1870 est accueillie avec soulagement; les colons vont pouvoir s'administrer eux-mêmes. L'annexion de l'Alsace-Lorraine entraîne un exode de population qui va venir en Algérie : plus de 500 000 hectares furent confisqués après la révolte de 1871 et attribués aux réfugiés. Le nombre des colons passe de 245 000 en 1872 à plus de 750 000 en 1914. De leur côté les indigènes voient leur nombre passer de 2 000 000 à 5 000 000 grâce, en partie, à l'action sanitaire de la colonisation. La communauté européenne et la communauté musulmane vivent ensemble mais sans se mélanger; les lois de la Troisième République ne font que croître la division en séparant de plus en plus les Français d'Algérie et d'autre part les sujets français régis par un code spécifique. Le décret Crémieux en accordant aux juifs algériens le même statut que les Français d'Algérie divise encore plus les Algériens.
Sur 7 millions d'hectares de terres cultivables, la colonisation s'empara en un siècle de 2,9 millions d'hectares – lesquels étaient, aussi, les terres de meilleure qualité. Cette colonisation chassa des centaines de milliers de paysans, dépossédés, et devenus une armée errante de ruraux clochardisés.

#### Sous la Troisième République (1870-1947)
L'avènement de la Troisième République provoque de grands troubles en Algérie, notamment entre civils et militaires. La Troisième République mène une politique d'assimilation : francisation des noms, suppression des coutumes musulmanes.

##### Religion
La loi de décembre 1905 de séparation des cultes et de l'État ne fut pas appliquée en Algérie pour le culte musulman : imams et muftis furent des fonctionnaires tenus de dire la parole officielle.

##### Décrets Crémieux
| - Décret no 137, la Naturalisation des Indigènes musulmans et des Étrangers résidant en Algérie. - Adolphe Crémieux |

Le 24 octobre 1870, par le décret Crémieux, les 37 000 juifs d'Algérie passent du statut de sujets français au statut de citoyen français. Ce statut est aussi accordé à tous les étrangers originaires d'Europe (Italie, Espagne, Malte…). Ce décret a été promulgué à Tours par le gouvernement de la Défense nationale. Son auteur est le ministre de la Justice, Adolphe Crémieux juriste juif. Ce décret est ressenti par les indigènes algériens comme une injustice car eux-mêmes restent soumis au sénatus-consulte de juillet 1865 sur le statut des personnes.
Voici le texte de ce décret « Les Israélites indigènes des départements de l'Algérie sont déclarés citoyens français ; en conséquence, leur statut réel et leur statut personnel, seront, à compter de la promulgation du présent décret, réglés par la loi française. Toutes dispositions législatives, décret, règlement ou ordonnance contraires sont abolis. »
Il y a aussi d'autres décrets pris le même jour qui instituent en Algérie le régime civil mais qui ne suppriment pas les bureaux arabes, symbole de la politique qui avait été menée par l'empereur et haïs par les colons. Un de ces décrets institutionnalise un jury, qui livre désormais les indigènes traduits en cour d'assise à l'arbitraire des colons, violant ainsi le principe du jugement par ses pairs.
Crémieux prend un dernier décret en décembre 1870 qui met définitivement fin aux bureaux, menaçant ainsi les indigènes de futures expropriations foncières. Ce décret crée une grande agitation parmi les indigènes.

##### Révoltes de 1871
À la suite des décrets, de la défaite de la France, de la lutte que se livrent colons et militaires pour le pouvoir et à cause de la condition misérable des indigènes favorisée par plusieurs années de sécheresse et de fléaux, la dernière grande révolte d'Algérie a lieu en 1871. Elle débute au mois de janvier avec l'affaire des Spahis, s'aggrave en mars avec l'entrée en dissidence de Mohamed El Mokrani, qui fait ensuite appel au Cheikh El Haddad, le grand maître de la confrérie des Rahmaniya. La révolte échoue et une répression est organisée par les Français.

##### Révolte des Spahis
À la suite d'un ordre qui a été donné par l'armée de les envoyer en France, les Spahis se soulèvent fin janvier 1871 à Moudjebeur et à Ain-Guettar, dans l'Est algérien à la frontière avec la Tunisie. Le mouvement est rapidement réprimé.

##### Révolte des Mokrani
Mokrani était un des chefs algériens qui jouissait d'une puissance sûrement plus grande que celle des autres. Son père avait proposé ses services et aidé le maréchal Valée en 1838, ce qui lui avait valu le titre de khalifa de la Medjana, territoire très étendu, mais après lui avoir laissé de grands droits l'armée avait chaque année rogné sur ses prérogatives et avait profité de sa mort en 1853 pour substituer à la fonction de khalifa celle de bachaga qui avait été confiée à son fils Mohammed. Celui-ci avait subi des mesures vexatoires, lui faisant craindre une confiscation de ses terres, tandis que l'avènement du régime civil lui fit rejeter la subordination à une autorité non militaire. C'est ce qu'il écrit dans une lettre au général Augerand (reproduite en page 768 du Rapport de la Commission d'enquête sur l'insurrection),  où il lui annonce son intention d'entrer en rébellion. Il se révolte en mars mais son mouvement n'a pas encore une grande ampleur. Il fait alors appel au cheikh El Haddad de la confrérie des Ramahniya qui lance un appel à la guerre sainte sur le marché de Seddouk en avril 1871. Plus de 150 000 Kabyles se soulèvent et le mouvement touche une grande partie de l'Algérie. La révolte est cependant rapidement et sévèrement réprimée.

« La colonne expéditionnaire destinée à réprimer la révolte de la Kabylie orientale, était réunie le 2 août auprès de la petite ville de Milia sous les ordres du général de Lacroix, commandant la division de Constantine. Le 5, nos troupes pénétraient sur le territoire ennemi et campaient successivement à Aïn Nakhela, sur l'Oued Endja, puis à Fedj-Baïnen, après avoir infligé de rudes châtiments aux contingents qui avaient tenté de s'opposer à leur marche. Les tribus de la confédération du Zouarà, étaient entièrement réduites à merci, et livraient otages et amendes.
[…] Rejetés, après l'incendie de leurs villages, dans les ravins boisés de l'Oued Itéra et acculés au pied du gigantesque rocher de Sidi-Mârouf, les insurgés éprouvaient des pertes très sérieuses. L'effet moral produit par ces sévères leçons, qu'il était grand temps de donner à ces populations turbulentes et incorrigibles, a été immense […]
À cette même date, toutes les tribus du cercle de Didgelli et celles de la rive droite de l'Oued-el-Kébir (bas Roumel), terrifiées par les châtiments infligés au Zouar'a et à l'Oued Itera, s'empressaient d'aller implorer la pitié et demander grâce […] C'est ainsi qu'en peu de temps, du 2 au 22 août, […] toutes les tribus comprises dans la quadrilatère: Constantine, Collo, Didgelli et Mila, rentraient dans l'ordre et le devoir, qu'elles n'auront plus envie de quitter. »

— Charles Féraud
Les biens des insurgés ayant échappé aux destructions sont confisqués selon les mesures préconisées par le général de Lacroix en décembre 1871 :

« Le seul moyen de prévenir les révoltes, c'est d'introduire une population européenne nombreuse; de la grouper sur les routes et les lignes stratégiques de façon à morceler le territoire en zones qui ne pourront pas à un moment donné se rejoindre.
Les terres des domaines sont insuffisantes mal situées et éparpillées. Celles que l'on pourrait obtenir par le séquestre réunissent seules les conditions voulues, mais il faudrait qu'elles fussent immédiatement disponibles. »

La loi du 21 juin 1871 (révisée par les décrets des 15 juillet 1874 et 30 septembre 1878) attribue 100 000 hectares de terres en Algérie aux immigrants d'Alsace-Lorraine.
Le 26 juillet 1873, est promulguée la loi Warnier (d'après le nom du président de la commission parlementaire Auguste Warnier) visant à franciser les terres algériennes et à délivrer aux indigènes des titres de propriété. Cette loi donne lieu à divers abus et une nouvelle loi la complétera en 1887. Son application sera suspendue en 1890.

##### Code de l'indigénat
Le code de l'indigénat est adopté le 28 juin 1881 : ce code distinguait deux catégories de citoyens : les citoyens français (de souche métropolitaine) et les sujets français, c'est-à-dire les Africains noirs, les Malgaches, les Algériens, les Antillais, les Mélanésiens, etc. Les sujets français soumis au Code de l'indigénat étaient privés de la majeure partie de leur liberté et de leurs droits politiques ; ils ne conservaient au plan civil que leur statut personnel, d'origine religieuse ou coutumière.
À partir de 1881, surtout en Kabylie, le code de l'indigénat imposera une arabisation forcée des patronymes aux populations locales qui jusqu'à cette époque portaient encore pour certains des noms à consonance latine. Les noms patronymiques des Algériens d’aujourd’hui ne sont donc pas ceux de leurs ancêtres dans une proportion de plus des trois-quarts.
Le Code était assorti de toutes sortes d'interdictions dont les délits étaient passibles d'emprisonnement ou de déportation.
Après la loi du 7 mai 1946 (loi Lamine Gueye) abolissant le Code de l'indigénat, les autochtones (Nouvelle-Calédonie, Madagascar, Algérie, etc.) purent à nouveau circuler librement, de jour comme de nuit, et récupérer le droit de résider où ils voulaient et de travailler librement. Cependant, les autorités françaises réussirent à faire perdurer le Code de l'indigénat en Algérie jusqu'à l'indépendance (1962 en maintenant le statut musulman et en appliquant par exemple le principe de responsabilité collective qui consistait à punir tout un village pour l'infraction d'un seul de ses membres.
En 1889, une loi accorde la nationalité française aux européens étrangers de 21 ans nés en Algérie. À partir de 1896, l'administration de l'Algérie dépend directement du ministère de l'intérieur. En 1898, ont lieu plusieurs manifestations européennes anti-juives. De 1871 à 1898 les colons acquièrent 1 000 000 d'hectares, alors que de 1830 à 1870, ils en avaient acquis 481 000. L'Algérie possède un nouveau statut en 1900 : elle bénéficie d'un budget spécial, d'un gouverneur général qui détient tous les pouvoirs civils et militaires. Le système électoral assure aux européens la prépondérance. En 1912, Manifeste Jeunes Algériens.

##### Contribution des Algériens à «la Grande Guerre»
Pour faire face aux pertes humaines de la Grande Guerre, la France recruta des Maghrébins, ce qui fut relativement facile grâce au paternalisme des officiers et dans une indifférence générale malgré quelques révoltes en 1914 et 1917 : la seconde fut peut être inspirée par l'appel des Turcs.
Au cours de la Première Guerre mondiale, les tirailleurs et spahis algériens ont mené, avec courage, les mêmes combats que les soldats français. Les Algériens ont laissé 26000 des leurs sur les champs de bataille d'Orient et d'Occident de la Première Guerre mondiale. De la nécropole nationale de Notre-Dame-de-Lorette aux champs de bataille de l'Hartmannswillerkopf, en passant par l'ossuaire de Douaumont, le sacrifice consenti par les troupes d'Afrique du Nord et plus particulièrement par les Algériens, est encore de nos jours perceptible. Les Algériens ont été de toutes les grandes batailles de l'armée française de la Première Guerre mondiale. Ils se sont distingués notamment dans l'enfer de Verdun, sur la Somme en 1916, ou encore au chemin de Dames en 1917. De par leur ardeur au combat, ils ont toujours suscité l'admiration. Les tirailleurs et spahis algériens ont été, pendant ces quatre années de guerre, mêlés à toutes les batailles de l'armée française. La devise du  2e régiment de tirailleurs algériens résume bien, à elle seule, l'esprit des Algériens de 1914, soldats de la liberté «Dieu est avec nous, pour notre drapeau et pour la France».

##### L'entre-deux guerres
Charles Jonnart crée plusieurs réformes, en faveur des Algériens musulmans, qui sont adoptées sous la loi du 4 février 1919, aussi appelée « loi Jonnart ». En 1930, des manifestations du centenaire de la prise d'Alger sont ressenties comme une provocation par la population. En 1936, le projet de loi Blum-Viollette, pour l'octroi de droits politiques à certains musulmans, est présenté mais il sera refusé à l'unanimité lors du congrès d'Alger du 14 janvier 1937.

#### laSeconde Guerre mondiale

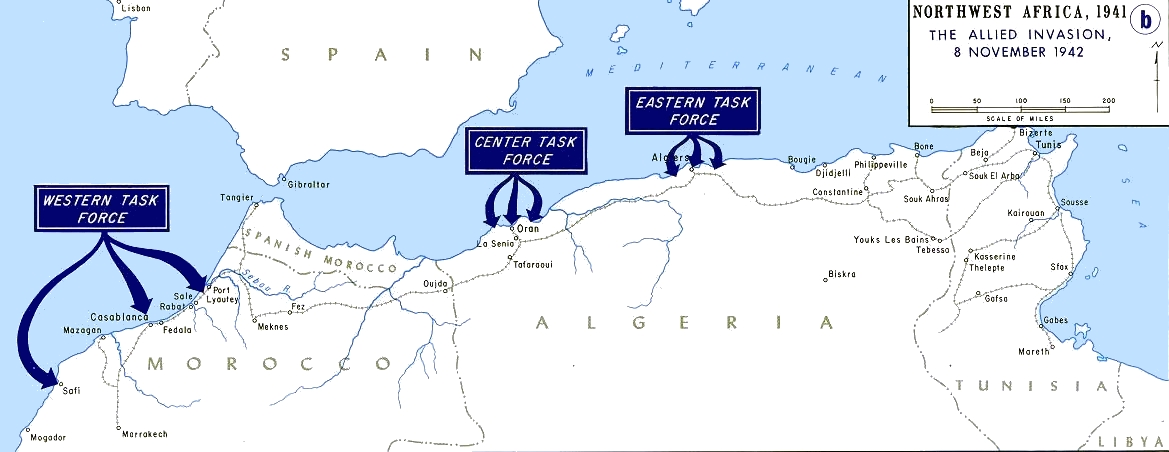
Carte des opérations

Après le coup d'État du 8 novembre 1942 à Alger, dans le cadre de l'opération Torch (débarquement des alliées à Oran, à Alger et à Annaba), de nombreux Algériens furent engagés dans les forces alliées au sein de l'armée française de la Libération et engagés sur les fronts italiens et français. En Algérie, la conscription engagea environ autant d'Algériens que de Pieds-noirs (européens) dans l'armée française. Les futurs présidents de l'Algérie Ahmed Ben Bella et Mohamed Boudiaf, engagés volontaires et décorés. Mostefa Ben Boulaïd, l'artisan du déclenchement de la révolution algérienne en 1954, fut, pendant la campagne d'Italie, en 1944, distingué par son courage, ce qui lui vaut la médaille militaire et la croix de guerre. Belkacem Krim se retrouve mobilisé en 1943 dans le 1er régiment des tirailleurs algériens où il est promu caporal-chef.
En revanche, durant l'Occupation en France métropolitaine, plusieurs centaines de nord-africains s'engagèrent dans la Milice française, constituant la Légion nord-africaine.

#### Sous la Quatrième République
Les troupes françaises en Algérie avant le déclenchement de la guerre d'Algérie sont faibles : 40 000 hommes en 1948, 48 300 au 1er juin 1954, 81 145 au 1er janvier 1955. La guerre d'Indochine absorbe les cadres militaires, et fait combattre les Maghrébins qui comptent pour 1/4 de l'effectif du corps expéditionnaire.
Le 8 mai 1945, alors que la Seconde Guerre mondiale prend fin en Europe, en Algérie, des manifestations nationalistes sont durement réprimées par l'armée française; entre 10 000 et 45 000 Algériens sont tués.
Les élections législatives de 1946 sont un succès pour l'Union démocratique du manifeste algérien (UDMA) de Ferhat Abbas, son parti remporte onze des treize sièges réservés à l'Algérie à l'Assemblée nationale.
La loi sur le statut de l'Algérie est promulguée en septembre 1947 : l'Algérie reste composée de trois départements et le pouvoir est représenté par un gouverneur général nommé par le gouvernement français. Une Assemblée algérienne est créée, composée de deux collèges de 60 représentants chacun ; le premier sera élu par les Européens et une élite algérienne (diplômés, fonctionnaires…) (63194 exactement) et le second par le reste de la population algérienne. Enfin l'article 2 précise « l'égalité effective est proclamée entre tous les citoyens français ».
En octobre 1947, le MTLD de Messali Hadj obtient une large victoire lors des élections municipales. Ce parti devient la cible de la répression des autorités françaises.
En avril 1948, des fraudes massives ont lieu lors des élections[réf. nécessaire] de l'Assemblée algérienne : par des intimidations, l'armée force les populations à voter, les urnes sont également remplies d'avance, et les populations les plus rebelles ne sont pas convoquées. Trente-six des 59 candidats du MTLD sont arrêtés. Hocine Aït Ahmed organise, en mars 1949, le cambriolage de la poste d'Oran qui leur rapporte 3 070 000 francs. Cet argent sera le début du trésor de guerre du FLN.

### Le Mouvement national de 1900 à 1954

#### Naissance du mouvement national

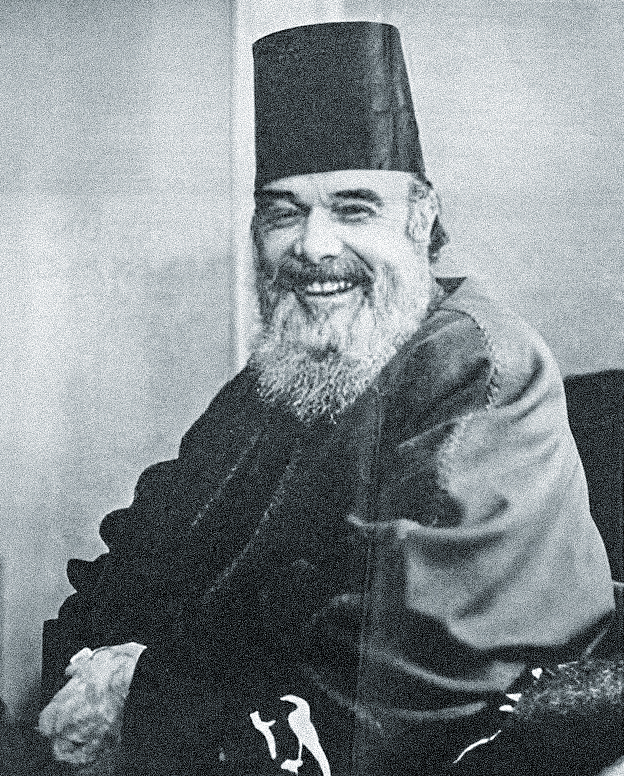
Messali Hadj

Au début du XXe siècle, plusieurs leaders algériens revendiquent à la France le droit à l'égalité ou à l'indépendance.
Plusieurs partis vont être créés et plusieurs pamphlets seront écrits pour défendre le droit pour les Algériens. Plusieurs penseurs algériens vont vilipender les plus importantes personnalités du régime colonial français.
La plupart des figures du mouvement algérien vont être surveillées de près par les services policiers français, d'autres seront exilés vers d'autres pays comme l'a été l'émir Khaled el-Hassani ben el-Hachemi en Égypte puis en Syrie.

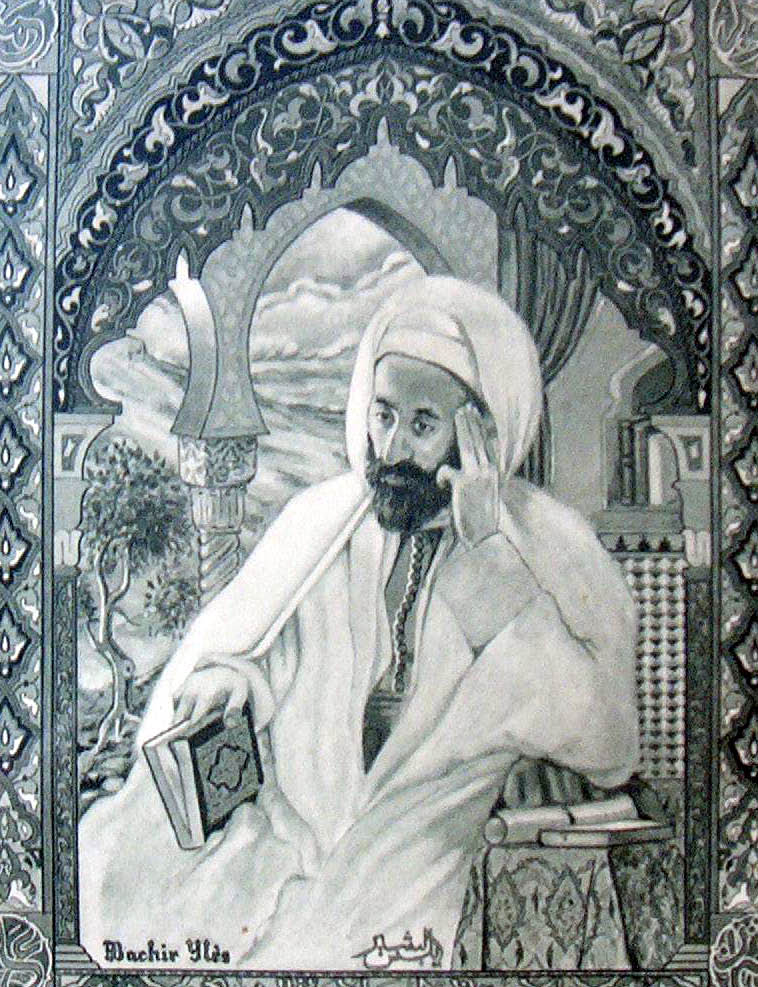
Ben Badis d'après Bachir Yellès

Messali Hadj, Malek Bennabi, Mohamed Hamouda Bensai, Saleh Bensai, Ben Badis, Mohamed Bachir El Ibrahimi, Fodil El Ouartilani, Larbi Tébessi, Ferhat Abbas, Omar Ouzeggane, etc., tous vont diverger entre eux sur la question algérienne, cela provoquera l'émergence de plusieurs associations et partis algériens : Parti de la réforme ou mouvement pour l'égalité, Association des oulémas musulmans algériens, association de l'Étoile nord-africaine, le parti Parti du peuple algérien, Amis du Manifeste des Libertés, Parti communiste algérien, etc.

### Le massacre du 8 mai 1945

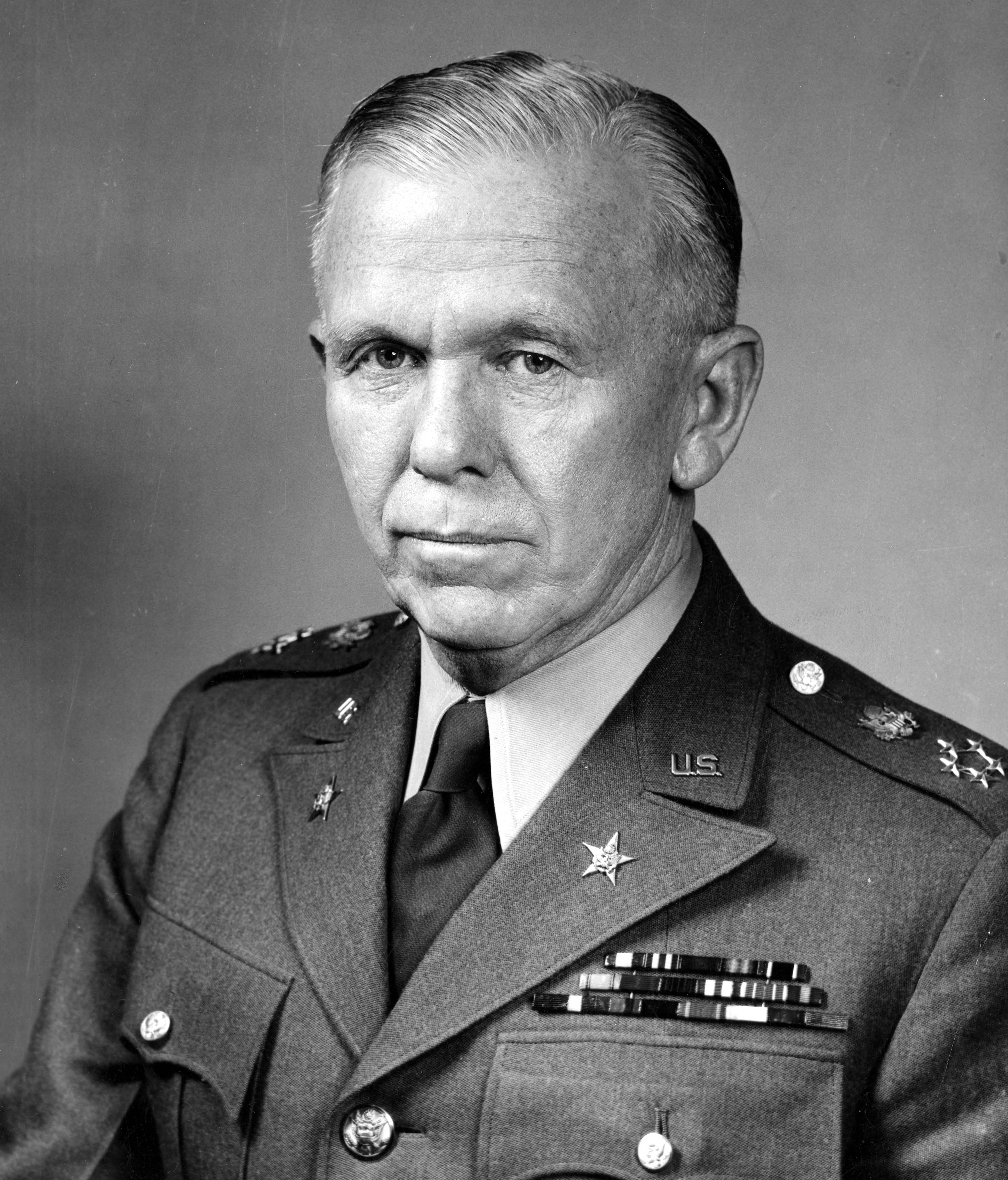
George Marshall Secrétaire d'État américain, le plan Marshall prévoit que la France quitte l'Algérie

Après la fin de la seconde Guerre mondiale, le plan Marshall prévoit l'indépendance de l'Algérie.
Le 8 mai 1945 ont lieu des manifestations d’Algériens dans plusieurs villes de l’Est du pays (Sétif, et le Constantinois), qui devaient permettre de rappeler leurs revendications nationalistes, de manière concomitante avec la liesse de la victoire. À Sétif, après des heurts entre policiers et nationalistes, la manifestation tourne à l’émeute et la colère des manifestants se retourne contre les « Français » : 27 Européens sont assassinés (103 trouveront la mort dans les jours suivants). La répression de l’armée française est brutale.
Officiellement, elle fait 1 500 morts parmi les autochtones, chiffre potentiellement sous-estimé et probablement plus proche des 20 000 à 30 000 selon l’historien Benjamin Stora. Le Parti du peuple algérien (PPA) estime qu'il y a eu 45 000 morts. De par la radicalisation qu'ils ont engendrée dans les milieux nationalistes algériens, certains historiens considèrent ces massacres comme le véritable début de la guerre d'Algérie.

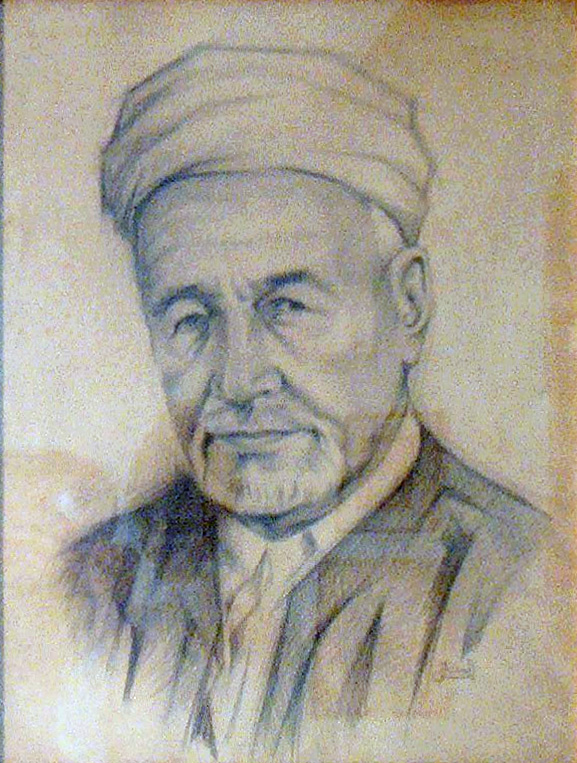
Mohamed Bachir El Ibrahimi vu par Bachir Yellès

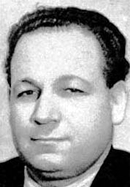
Ahmed Boumendjel Avocat de Messali Hadj en 1939

#### La révolte algérienne de 1945 à 1954
À la suite de la mort de Ben Badis en 1940, de l'emprisonnement de Messali Hadj et de l'interdiction du Parti du peuple algérien, le parti Mouvement pour le triomphe des libertés démocratiques revendique après le statut de l'égalité ou de l'indépendance des Algériens en 1948. Aussi, l'Association des oulémas musulmans algériens fut interdite. Alors, l'Organisation spéciale apparait et elle a pour but de rassembler les armes pour le combat. Mohamed Belouizdad fut le premier chef de l'organisation clandestine. Ensuite, Hocine Aït Ahmed prend la tête de l'Organisation et continua à œuvrer pour l'achat des armes. La poste d'Oran fut attaquée par les membres de l'OS.
Ahmed Ben Bella prend la place de Hocine Aït Ahmed en 1949. Le plan de l'organisation est dévoilé et une chaine d'arrestation est entamée par les autorités françaises en 1950. Le Mouvement pour le triomphe des libertés démocratiques niait tout relation avec l'Organisation spéciale pour arrêter les arrestations.
Le CRUA est fondé en mars 1954, il organisera la lutte armée. Le parti du Mouvement national algérien est fondé en juillet 1954 par les messalistes. Par la suite, le Front de libération nationale (Algérie) est fondé en octobre 1954 par la branche du CRUA (Comité révolutionnaire d'unité et d'action).
Le FLN et le Mouvement national algérien seront rivaux pour le contrôle du pouvoir de la révolution, à l’indépendance, des centaines de combattants du Mouvement national algérien de Messali Hadj seront tués par leurs rivaux du FLN. Messali Hadj sera libéré de la prison en 1958 et il sera assigné à une résidence surveillée en France.

### La Révolution algérienne (1954 à 1962)

#### Faits importants de la Guerre

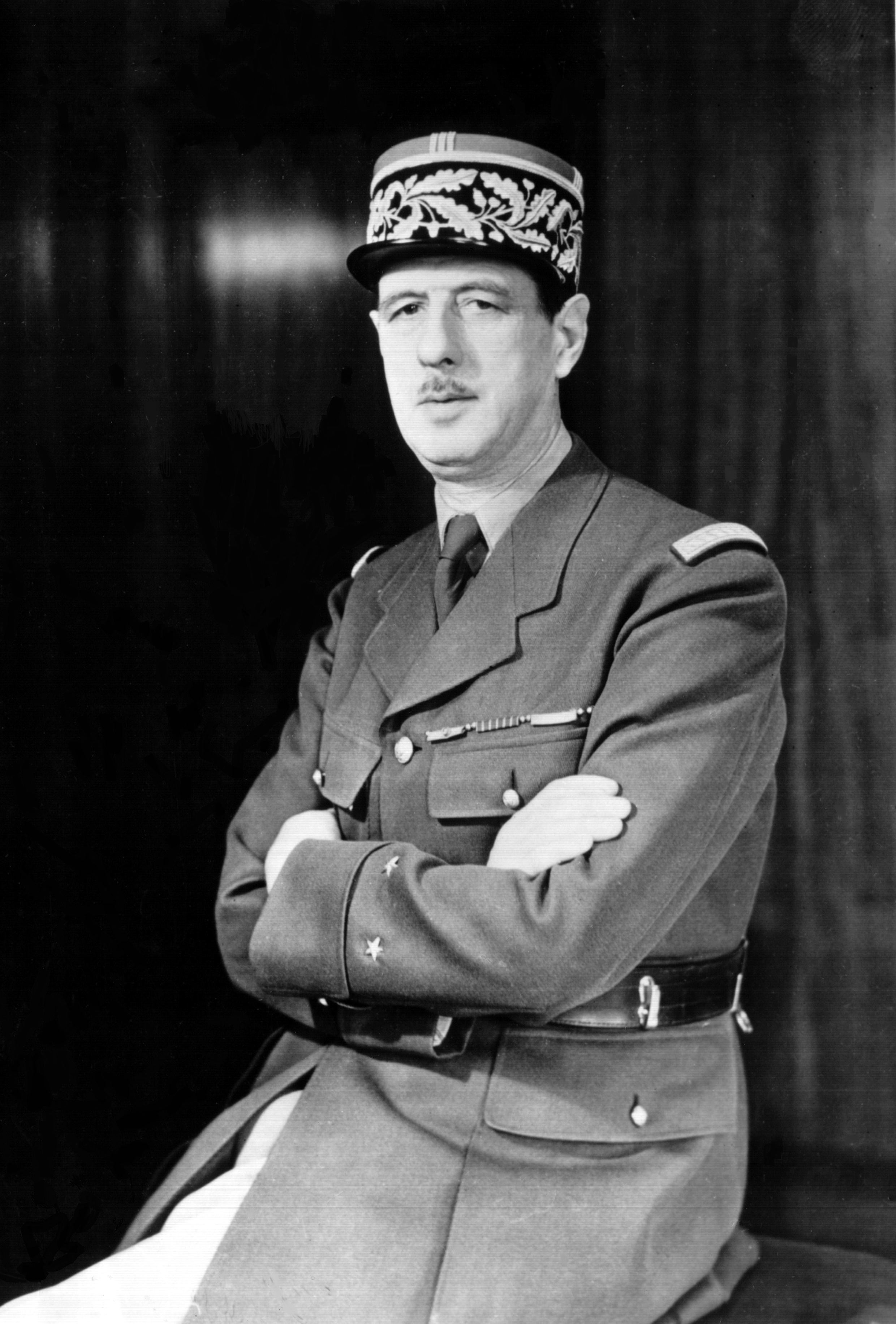
Portrait du général de Gaulle

Le terme de Révolution algérienne est utilisé en Algérie pour désigner ce que la France appelle la Guerre d'Algérie (et appelait officiellement évènements d'Algérie jusqu'en 1999). Ensuite, un vaste mouvement de révoltes s'enchaine par les années dans le territoire. Par la suite après la Seconde Guerre mondiale, les États-Unis imposent aux Européens de se retirer de toutes les colonies dans le  Plan Marshall. Cela débouche par l'indépendance de l'Algérie. Lors du XXe siècle, 75 % des Algériens n'étaient pas scolarisés. La majorité de la population était au chômage. Les colons faisaient leurs affaires. L'Algérien était sujet de la France et non un citoyen de la France. L'action armée va venir du CRUA (Mohamed Boudiaf, Mostefa Ben Boulaïd, etc). Le déclenchement de la révolution algérienne a été décidé dans la Casbah d'Alger et à Batna sous la présidence du Batnéen Mostefa Ben Boulaïd dans la réunion des 22 cadres du Comité révolutionnaire d'unité et d'action (CRUA),. Le CRUA se transformera en Front de libération nationale (FLN). Les six chefs du FLN qui ont fait le déclenchement des hostilités le 1er novembre 1954:  Rabah Bitat, Mostefa Ben Boulaïd, Mourad Didouche, Mohamed Boudiaf, Belkacem Krim et Larbi Ben M'hidi. La Déclaration du 1er novembre 1954 est émise par radio depuis Tunis. Dans la nuit du 1er novembre 1954, la caserne de la ville de Batna est attaquée par les moudjahidines. Cette nuit sera appelée par les historiens français (Toussaint rouge). Un caïd et deux enseignants français vont être abattus sur la route de Biskra et Arris, il y aura deux versions des faits différentes. Des attentats sont enregistrés dans les trois districts   Batna, Biskra, Khenchela et le reste du pays.
François Mitterrand va déclarer que la France est pour les Français. Et il déclenche une vraie machine de guerre dans les Aurès. Au départ, il y avait juste 500 hommes de l'ALN Armée de libération nationale. Après quelques mois, ils seront plus de 15 000 hommes à défier l'autorité française,. 100 000 soldats français sont affectés dans les Aurès et plus tard ils seront plus de 400 000 en Algérie. Le général Cherriere donne l'ordre de faire le ratissage des Aurès. Il croit gagner, mais il va subir une grosse défaite.
Ensuite, il y a eu le massacre de Skikda (ex philippevillois ou Skikda), la mort d'une centaine de manifestants algériens, le 20 au 26 du mois aout 1955. À la même année, à l'Assemblée générale de l'O.N.U, l'inscription est à l'ordre du jour de l'affaire algérienne. Aussi, il y a eu la mort de Mostefa Ben Boulaïd, de Youcef Zighoud, etc. Plusieurs chefs sont emprisonnés.
Beaucoup d'intellectuels français vont aider le FLN. Maurice Audin fut torturé et tué par les services français. Frantz Fanon s'engage auprès de la résistance algérienne et a des contacts avec certains officiers de l'ALN (Armée de libération nationale) et avec la direction politique du FLN, Ramdane Abane et Benyoucef Benkhedda en particulier. Il donne sa démission de médecin-chef de l'hôpital psychiatrique de Blida-Joinville en novembre 1956 au gouverneur Robert Lacoste, puis est expulsé d'Algérie en janvier 1957. Albert Camus, natif d'Algérie, fut un défenseur des droits algériens, dans les années 1940, avant de refuser de prendre position pour l'indépendance avec cette phrase célèbre prononcée à Stockholm en 1957 : « Si j'avais à choisir entre la justice et ma mère, je choisirais encore ma mère ». Dès 1956, Jean-Paul Sartre  et la revue Les Temps modernes prennent parti contre l'idée d'une Algérie française et soutiennent le désir d'indépendance du peuple algérien. Sartre s'élève contre la torture, revendique la liberté pour les peuples de décider de leur sort, analyse la violence comme une gangrène, produit du colonialisme. En 1960, lors du procès des réseaux de soutien au FLN, il se déclare « porteur de valise » du FLN. Cette prise de position n'est pas sans danger, son appartement sera plastiqué deux fois par l'OAS  et Les Temps modernes saisis cinq fois.
Après la condamnation de Larbi Ben M'hidi et après le déroulement du Congrès de la Soummam, le FLN intègre les dirigeants du mouvement national algérien (M.N.A). Plusieurs partis algériens adhèrent à la cause du FLN. Le Front de libération nationale (FLN) et l'Armée française tiennent le même langage (« Ceux qui ne sont pas avec nous, sont contre nous ».

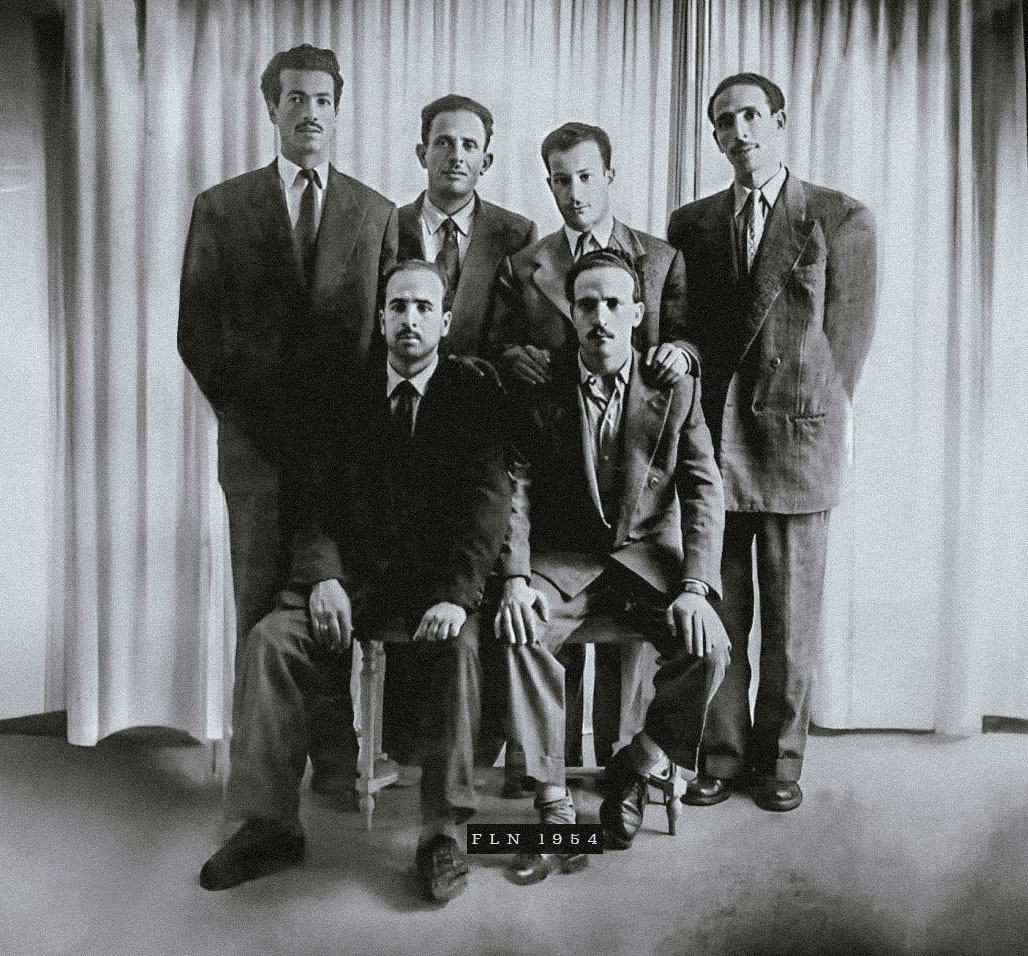
« Groupe des six », chefs du FLN. Photo prise juste avant le déclenchement de la guerre le 1 novembre 1954. Debout, de gauche à droite : Rabah Bitat, Mostefa Ben Boulaïd, Mourad Didouche et Mohamed Boudiaf. Assis : Belkacem Krim à gauche, et Larbi Ben M'hidi à droite.

La guerre éclate entre les chefs kabyles (Belkacem Krim, Ouamrane, etc.) et les chefs chaouis et aussi entre les chefs chaouis des Aurès et les chefs chaouis de Nememcha. Abdelhai et Abbès Leghrour seront condamnés à mort par les partisans du Congrès de la Soummam et le Comité de coordination et d'exécution (CCE). Il y a aura aussi un conflit entre les hommes du Sud algérien et les dirigeants kabyles. La Tunisie va être le théâtre d'affrontements entre les différents chefs. Le président Bourguiba devait intervenir pour pacifier les choses. Les Aurès, le Constantinois, l'Ouest de l'Algérie, la Kabylie, etc., seront les zones les plus cruciales de la révolution contenue du point stratégique et logistique de chaque région. Le Maroc aussi va jouer un rôle important dans l'histoire de la guerre d'Algérie, notamment lors du passage des armes et des réunions du FLN et l'hébergement des troupes militaires algérienne. Les deux pays (le Maroc et la Tunisie) sont sous protectorat français et hébergeront les deux armées de l'ALN aux frontières; ainsi plusieurs chefs du FLN comme Ferhat Abbas contesteront leurs rôles.
L'armée française fait construire le barrage de la mort, 320 km de long, 7 000 volts, un poste de contrôle chaque 15 km, des milliers de mine terrestre, etc., pour empêcher le passage des armes dans les Aurès et dans tout l'est de l'Algérie. Mais les éléments de l'ALN (Armée de libération nationale) vont déjouer toute la stratégie militaire française. Les villes (population algérienne) seront sous le contrôle de l'Armée de libération algérienne. La bataille d'Alger fera la une de la presse internationale et interne. Le conflit est porté jusqu'à l'ONU. Aussi, il y aura plusieurs grèves et manifestations dans les villes. Les protestations ont été organisées par le FLN.
Le colonel Amirouche Aït Hamouda fera un massacre dans les Aurès en voulant intervenir pour unifier des zones des Aurès et faire passer les armes en Kabylie. L'Aurès fut le lieu de passage des armes vers l'intérieur du pays. Le colonel Amirouche Aït Hamouda réussira à faire passer les armes, qui provenaient d'Égypte en passant par la frontière de Tunisie et de l'Algérie. Il franchira les Aurès pour rejoindre la Kabylie. Une vingtaine de chaouis vont être du voyage, mais à la fin, ils abandonneront les troupes du colonel Amirouche pour revenir aux Aurès. Belkacem Krim voulait contrôler la région des Aurès pour établir l'union des forces. Et les hommes d'Ahmed Ben Bella et de Abdelhafid Boussouf, eux aussi désiraient avoir le pied dans les Aurès. Au même moment, la France connaîtra sa crise interne jusqu'à l'arrivée au pouvoir du général Charles de Gaulle à cause de la situation en Algérie. Les ultras européens veulent garder l'Algérie française. L'Armée française décide de créer les zones interdites sous contrôle des SAS (sections administratives spécialisées) et entame une lutte contre les Djounoudes (maquisards) et la population locale, dans les villes, dans les villages, dans les douars et sur tous les territoires sensibles au FLN de l'Algérie. Les bombardements massifs, les tueries, les massacres, la torture, les viols, etc., tous les actes de crime (torture pendant la guerre d'Algérie) ont été employés dans cette guerre. Plusieurs attentats seront organisés par l'ALN dans les villes et les villages, dans les zones interdites et dans les zones montagneuses des Aurès. Le CCE (Comité de coordination et d'exécution) est devenu plus large par ses membres et décide de garder le cap sur les objectifs militaires et ainsi que la primauté de l'intérieur par rapport à l'extérieur. Une grande crise se développe entre les membres du Comité de coordination et d'exécution.
Selon Yves Courrière, Ramdane Abane s'opposera sévèrement contre les militaires. Il choisira de faire le maquis, il désignera un homme de l'Aurès Hadj Ali pour renverser le CCE à Tunis. Mais, Ramdane Abane sera condamné à la prison au Maroc par le CCE. Plus tard, il sera tué au Maroc, mais les sources de FLN diront qu'il aurait été tué lors d'un accrochage contre l'Armée française. Le général Charles de Gaulle à la tête du pouvoir français engage une lutte contre les éléments de l'armée de libération nationale algérienne et il apporte les réformes tant attendues pour donner tous les droits aux Algériens. L'Armée française élimine presque tous les réseaux de l'Armée de libération nationale en Kabylie et dans quelques régions sensibles dans l'opération jumelle. Les colonels Amirouche Aït Hamouda et Si El Haouès sont tués lors d'un accrochage avec les éléments de l'Armée française. Le FLN appelle les éléments de son armée à tenir jusqu'au bout.

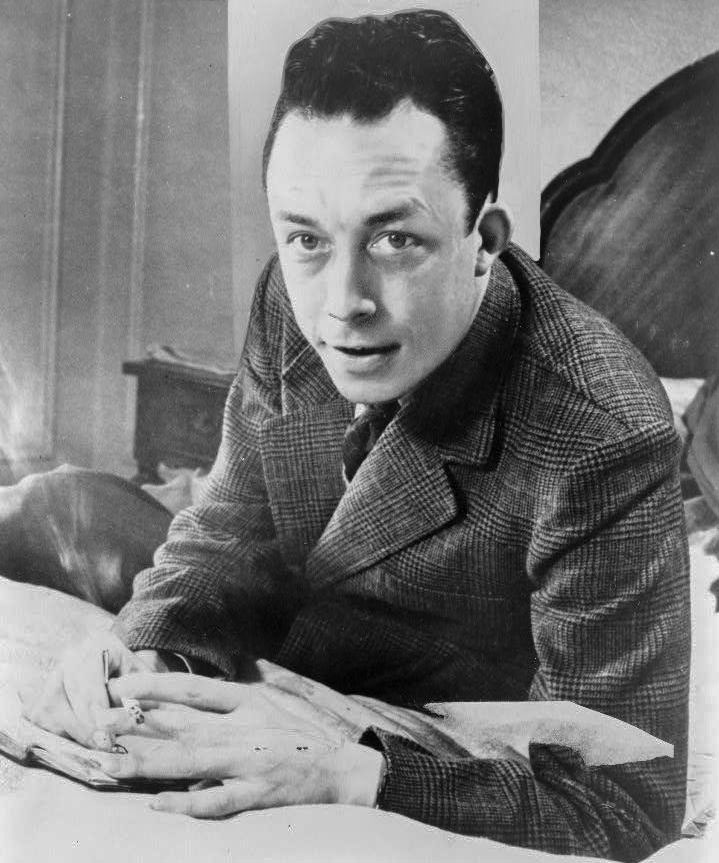
Portrait d'Albert Camus, prix Nobel de littérature en 1957.

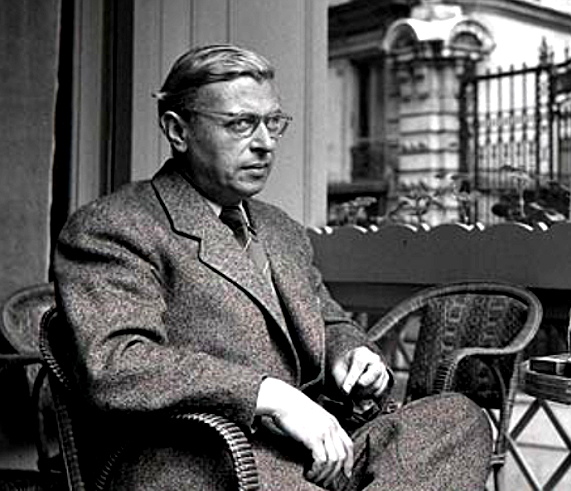
Jean-Paul Sartre

La Délégation des principaux dirigeants du FLN (Mohamed Khider, Mostefa Lacheraf, Hocine Aït Ahmed, Mohamed Boudiaf et Ahmed Ben Bella) sont arrêtés à la suite du détournement, le 22 octobre 1956 par l'armée française, de leur avion civil marocain, entre Rabat et Tunis, en direction du Caire (Égypte).
En 1959, Messali Hadj sort de prison, il est assigné à une résidence surveillée en France.Les Algériens en France organisent des attentats et des manifestations en France en faveur du FLN.
1960, la semaine des barricades à Alger fait 22 morts algériens et des centaines de prisonniers. Le général de Gaulle annonce la tenue du référendum pour l'indépendance de l'Algérie. Les Algériens sont tenus à se prononcer. Certains généraux français se rebellent contre l'autorité du général de Gaulle (le putsch d'Alger (1958) et putsch des généraux). Le général de Gaulle reprend en main le destin de la France, il annonce la tenue du référendum et il invite le FLN à faire la paix des braves. Au même moment, le gouvernement provisoire de la République algérienne est proclamé. Ferhat Abbas décline l'invitation française. Le colonel Houari Boumédiène est alors le chef de Armée de libération nationale.
En 1960, l'ONU annonce le droit à l'autodétermination du peuple algérien. Le côté français organise des pourparlers avec le gouvernement provisoire de la République algérienne. Plusieurs réunions à l'extérieur du pays vont aboutir aux accords d'Évian. Le colonel Houari Boumédiène refuse que les Pieds-noirs restent en Algérie.
Le 17 octobre 1961, la nuit noire à Paris ou appelée aussi la bataille de Paris (massacre du 17 octobre 1961), plusieurs Algériens sont tués dans la métropole lors d'une manifestation du FLN. Il y aura aussi des milliers d'arrestations au sein des Algériens pendant cette nuit. Ce fait survient à la suite de l'instauration du couvre-feu à Paris pour les Algériens à la suite de l'assassinat de 21 policiers français par le FLN. À Alger, le peuple algérien sort dans les rues pour manifester sa joie à l'indépendance. Il y aura plusieurs morts et blessés par la police française.
L'Organisation armée secrète (OAS) organise des attentats contre les Algériens malgré l'accord de cessez-le-feu et les résultats du référendum pour l'indépendance pour réprimander les gens qui étaient pour. L'indépendance de l'Algérie est proclamée après les résultats. La plus grande bibliothèque d'Alger a été complètement détruite par l'OAS (Organisation armée secrète.
Des éléments de l'armée française restent en Algérie pour évacuer un million de Français (Pieds-Noirs, les Harkis, les Juifs, etc.). Un million de réfugiés algériens reviennent en Algérie.

## La République algérienne depuis 1962

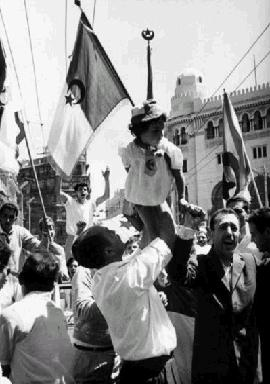
Population en liesse après la proclamation officielle de l’indépendance (5 juillet 1962)

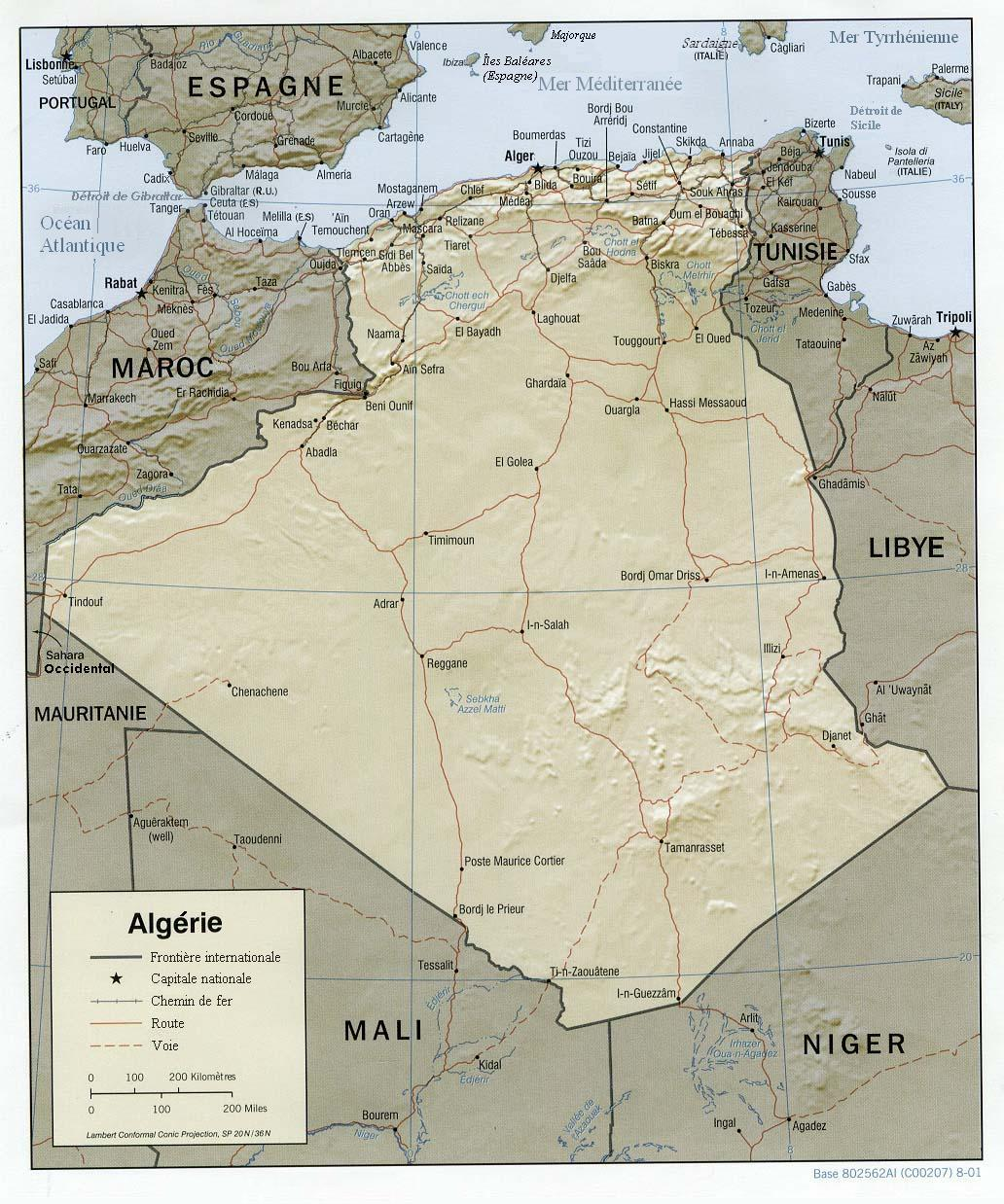
carte d'Algérie

Après la guerre d'indépendance et la négociation des accords d'Évian, le Front de libération nationale (FLN) prend le pouvoir et devient parti unique. Il engage l'Algérie vers une voie socialiste, abandonnée en 1976 sous Houari Boumédiène. Confronté à d'importants mouvements de protestation et à la crise économique, le pouvoir engage la démocratisation du régime à la fin des années 1980, sous la direction de Chadli Bendjedid. Le processus est toutefois brutalement interrompu à la suite de la victoire électorale du Front islamique du salut, l'Algérie plongeant alors dans une guerre civile brutale qui dure plus d'une décennie. En 1999, Abdelaziz Bouteflika est élu président, et entame alors une politique de réconciliation nationale. Il est critiqué pour ses manières autocratiques, tandis que le chômage affecte encore plus d'un tiers de la population. En 2009, il est réélu pour un troisième mandat après avoir fait amender la Constitution.